# Música disco

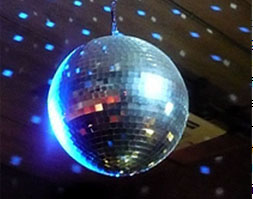
Bola de miralls

Imatges estilitzades de balladors de música disco.

La música disco és un gènere de música de ball derivada del R&B (rhythm & blues) que va mesclar elements de gèneres anteriors. Principalment: el funk i el soul, la música psicodèlica amb tocs llatins en molts casos, especialment la música salsa i el Pop rock. Secundàriament: la música afro-cubana (la Soca) la música clàssica, el Gospel el Swing i el Blues
i que, originada als Estats Units i el Canadà, es va popularitzar en les sales de ball (discoteques) al final de la dècada dels anys 1970.
Les discoteques com a local van ser majoritàriament una invenció francesa, importada als Estats Units amb l'obertura de Le Club, un restaurant i discoteca només per a socis situat al número 416 del carrer East 55 a Manhattan, per l'expatriat francès Olivier Coquelin, la nit de Cap d'Any de 1960.
La música disco com a gènere va començar com una barreja de música de locals populars entre els afroamericans, els llatinoamericans i els italoamericans a la ciutat de Nova York (especialment Brooklyn) i Filadèlfia durant finals dels anys seixanta i mitjans i finals dels anys setanta. La música disco es pot veure com una reacció de la contracultura dels anys seixanta tant al domini de la música rock com a l'estigmatització de la música dance en aquell moment. Diversos estils de ball es van desenvolupar durant el període de popularitat de la música disco dels anys 70 als Estats Units, com ara "the Bump", "the Hustle", "the Watergate", "the Continental", i "the Busstop".

Saturday night fever (Febre de dissabte a la nit)

Durant la dècada del 1970, la música disco es va desenvolupar encara més, principalment per artistes dels Estats Units i també d'Europa. Entre els artistes coneguts hi havia els Bee Gees, Blondie, ABBA, Donna Summer, Gloria Gaynor, Giorgio Moroder, Baccara, George Michael, The Jacksons, George Benson, Michael Jackson, The O'Jays, Prince, Boney M, Earth Wind & Fire, Irene Cara, Rick James, ELO, Average White Band, Chaka Khan, Chic, KC and the Sunshine Band, Lionel Richie, The Commodores, Parliament-Funkadelic, Thelma Houston, Sister Sledge, Sylvester, The Trammps, Barry White, Diana Ross, Kool & the Gang i Village People. Mentre els intèrprets van captar l'atenció del públic, els productors discogràfics que treballaven entre bastidors van tenir un paper important en el desenvolupament del gènere. A finals de la dècada de 1970, la majoria de les principals ciutats dels EUA tenien escenes de discoteques pròsperes, i els DJ mesclaven discos de ball en clubs com l'Studio 54 a Manhattan, un local popular entre les celebritats. Els assistents a les discoteques sovint portaven conjunts cars i extravagants, que consistien principalment en pantalons o vestits amples i fluids per facilitar el moviment mentre ballaven. També hi havia una subcultura de drogues pròspera a l'escena disco, especialment per a les drogues que milloraven l'experiència de ballar amb música alta i llums intermitents, com la cocaïna i els guaalude, aquestes últimes tan comunes en la subcultura disco que van ser sobrenomenades "galetes disco". Les discoteques també s'associaven amb la promiscuïtat com a reflex de la revolució sexual d'aquesta època de la història popular. Pel·lícules com ara Saturday Night Fever (1977) i Thank God It's Friday (1978) van contribuir a la popularitat general de la música disco. La música disco va decaure com a tendència important en la música popular als Estats Units després de la infame Disco Demolition Night del 12 de juliol de 1979, i va continuar disminuint bruscament en popularitat als EUA durant els primers anys vuitanta; no obstant això, va seguir sent popular a Itàlia i alguns països europeus durant els primers anys vuitanta, i durant aquest temps també va començar a posar-se de moda en altres llocs, com ara l'Índia i l'Orient Mitjà, on aspectes de la música disco es van barrejar amb estils folklòrics regionals com els ghazals i la dansa del ventre. La música disco finalment es convertiria en una influència clau en el desenvolupament de la música electrònica de ball, la música house, el hip hop, la new wave, el dance-punk i el post-disco. L'estil ha tingut diversos renaixements des dels anys noranta, i la influència de la música disco continua sent forta a la música pop americana i europea. Un renaixement ha estat en marxa des de principis dels anys 2010, arribant a una gran popularitat a principis dels anys 2020. Entre els àlbums que han contribuït a aquest renaixement hi ha Confessions on a Dance Floor, Random Access Memories, Future Nostalgia i el mateix àlbum de Kylie Minogue titulat Disco. Artistes moderns com Dua Lipa, Lizzo, Bruno Mars, Sabrina Carpenter, Lady Gaga i Silk Sonic han continuat la popularitat del gènere, portant-lo a tota una nova generació jove.
La música disco té la seva etapa de més gran projecció en un període de 10 anys entre 1972 i 1982 amb un revival en la dècada de 1990.
Cap a la meitat de la dècada de 1970 triomfaren els més característics com MFSB, Donna Summer, The Jackson 5, Gloria Gaynor, Barry White, The Bee Gees, KC and The Sunshine Band, Village People, Boney M o ABBA. Altres artistes enregistraren ocasionalment música disco com Leo Sayer (You Make me feel like dancing), Rod Stewart (Do you think I'm sexy?), Electric Light Orchestra (Last Train To London) y Blondie (Heart Of Glass).

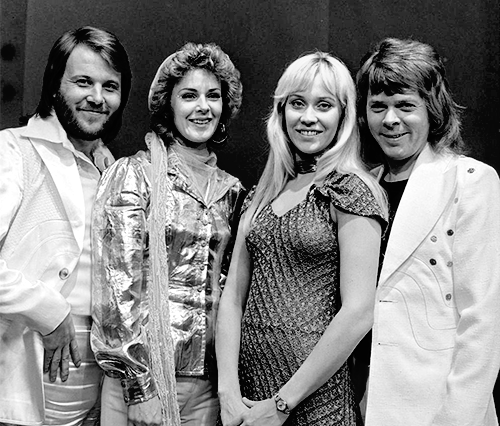
ABBA

Diversos films com la “Febre del dissabte nit” o “Gràcies a Déu, ja és divendres” contribuïren a l'alça d'aquest gènere musical. La música disco influí en la música electrònica de la dècada de 1980 i en gèneres com el house o el techno.

## Etimologia
El terme "disco" és una abreviatura de la paraula discothèque, una paraula francesa per a "biblioteca de discos fonogràfics" derivada de "bibliothèque". La paraula "discotheque" tenia el mateix significat en anglès a la dècada del 1950. "Discothèque" va començar a utilitzar-se en francès per a un tipus de discoteca a París, després que haguessin recorregut a posar discos durant l'ocupació nazi a principis de la dècada del 1940. Alguns clubs el van utilitzar com a nom propi. El 1960, també es va utilitzar per descriure una discoteca parisenca en una revista anglesa.

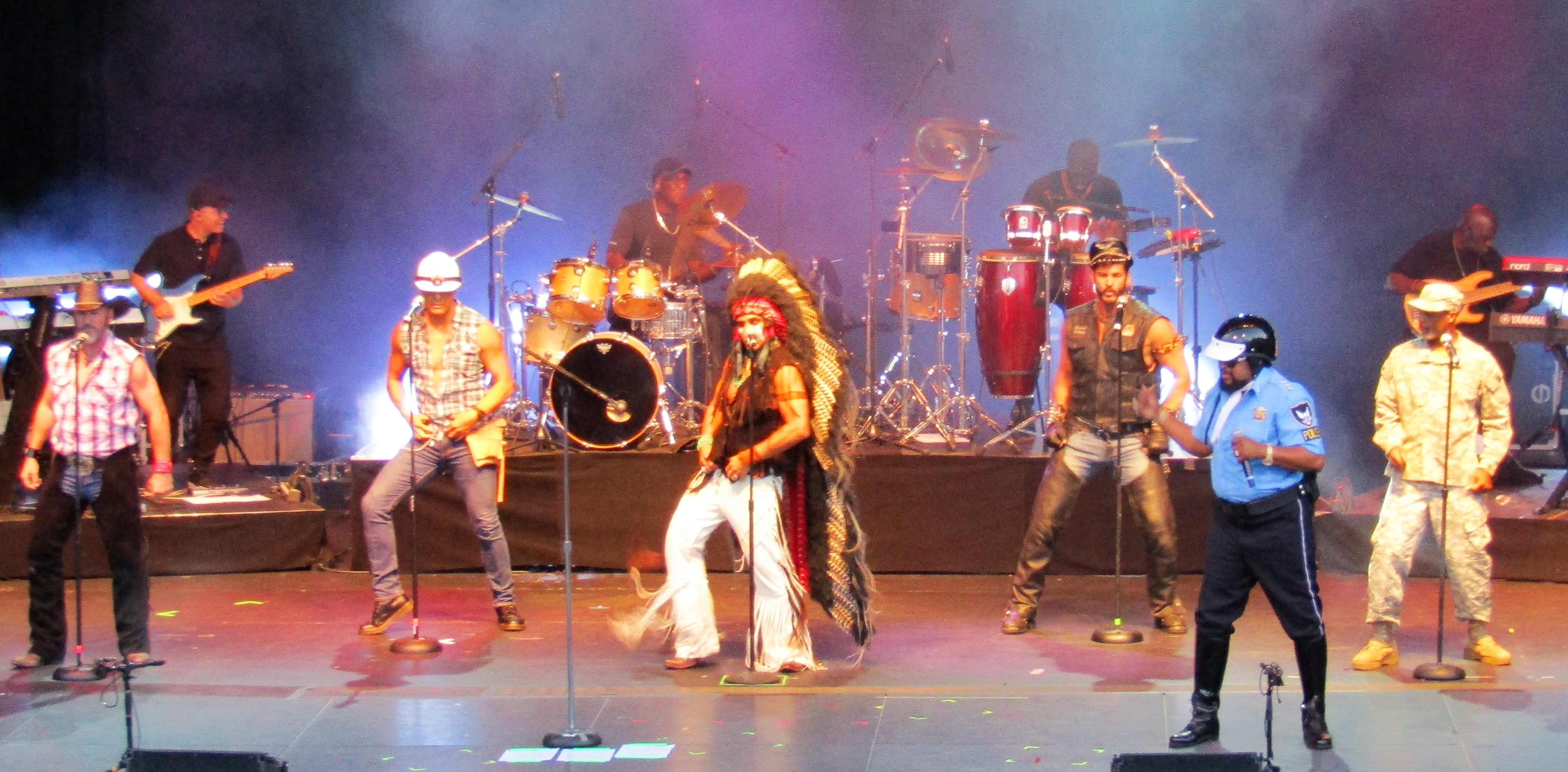
Village People

L'Oxford English Dictionary defineix la discoteca com "Una sala de ball, una discoteca o un lloc similar on es toca música enregistrada per ballar, normalment equipat amb una gran pista de ball, un elaborat sistema de llums de colors intermitents i un potent sistema de so amplificat". El seu primer exemple és l'ús com a nom d'un lloc concret el 1952, i altres exemples daten del 1960 en endavant. L'entrada està anotada com a "Ara una mica antiquada". Defineix la discoteca com "Un gènere de música pop fortament rítmica destinada principalment a ballar en discoteques i particularment popular a mitjans i finals de la dècada de 1970", amb ús a partir del 1975, descrivint l'origen de la paraula com una forma abreujada de discoteca.
L'estiu de 1964, un vestit curt sense mànigues anomenat "vestit de discoteca" va ser breument molt popular als Estats Units. El primer ús conegut de la forma abreujada "disco" descrivia aquest vestit i s'ha trobat a The Salt Lake Tribune el 12 de juliol de 1964; la revista Playboy el va utilitzar el setembre del mateix any per descriure les discoteques de Los Angeles.
Vince Aletti va ser un dels primers a descriure la música disco com un so o un gènere musical. Va escriure l'article principal del 13 de setembre de 1973  Discotheque Rock '72: Paaaaarty!  que va aparèixer a la revista Rolling Stone.

## Característiques musicals

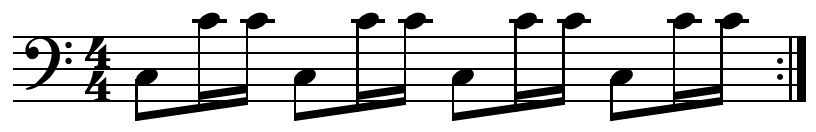
Patró de baix disco.

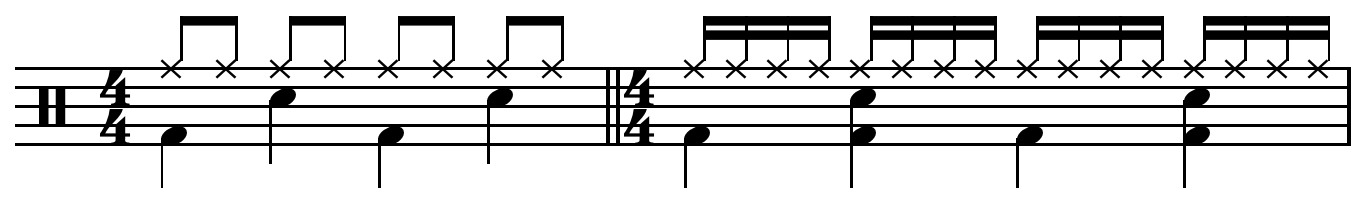
Patrons de bateria rock i disco: la disco presenta una subdivisió més gran del ritme, que és de quatre per pista.

La música normalment superposava veus elevades, sovint reverberades, sovint duplicades per vents, sobre un "pad" de fons de pianos elèctrics i guitarres rítmiques "chicken-scratch" tocades amb una guitarra elèctrica. La guitarra principal apareix amb menys freqüència a la música disco que al rock. "El so "rooster scratch" s'aconsegueix prement lleugerament les cordes de la guitarra contra el diapasó i després deixant-les anar ràpidament prou per obtenir un so de pòquer lleugerament apagat mentre es rasqueja constantment molt a prop del pont." Altres instruments de teclat d'acompanyament inclouen el piano, l'orgue elèctric (durant els primers anys), els sintetitzadors de corda i els teclats electromecànics com el piano elèctric Fender Rhodes, el piano elèctric Wurlitzer i el Hohner Clavinet. La cançó "I Feel Love" de Donna Summer de 1977, produïda per Giorgio Moroder amb un sintetitzador Moog prominent al ritme, va ser una de les primeres pistes de música disco a utilitzar el sintetitzador.
La majoria de les cançons disco tenen un ritme constant de quatre corxeres marcat per un bombo, un patró de charles de corxeres o semicorxeres amb un charles obert i sibilant a la part contrària i una línia de baix pesada i sincopada. Es diu que un error d'enregistrament a la cançó de 1975 "Bad Luck" de Harold Melvin & the Blue Notes, on el charles d'Earl Young era massa fort a l'enregistrament, va establir charles forts a la música disco. Altres ritmes llatins com la rumba, la samba i el cha-cha-cha també es troben en enregistraments disco, i els poliritmes llatins, com ara un ritme de rumba superposat sobre un merenga, són habituals. El patró de corxeres sovint està recolzat per altres instruments com la guitarra rítmica i pot estar implícit en lloc d'estar present explícitament.
Les cançons sovint utilitzen la síncopa, que és l'accentuació de ritmes inesperats. En general, la diferència entre la música disco, o qualsevol cançó de ball, i una cançó de rock o pop és que en la música dance el bombo toca quatre a la pista, almenys una vegada per pulsació (que en un compàs de 4/4 són 4 pulsacions per compàs). La música disco es caracteritza a més per una divisió de setzenes notes de les negres (com es mostra al segon patró de bateria de la imatge superior, després d'un patró de bateria de rock típic).
El so orquestral generalment conegut com a "so disco" es basa en gran manera en seccions de corda i trompes que toquen frases lineals, a l'uníson amb les veus elevades, sovint reverberades, o tocant farciments instrumentals, mentre que els pianos elèctrics i les guitarres chicken-scratch creen el so de "pad" de fons que defineix la progressió de l'harmonia. Normalment, tota la duplicació de parts i l'ús d'instruments addicionals crea un ric "mur de so". Hi ha, però, sabors més minimalistes de disco amb instrumentació reduïda i transparent.
Harmònicament, la música disco normalment conté acords de set majors i menors,  que es troben més sovint en el jazz que en la música pop.

## Ritme musical
La música pop dominà l'escena musical fins al començament de la música "disco", a principis dels anys 70. Les cançons disco normalment estaven estructurades sobre un repetitiu compàs de 4/4 seguint el patró rítmic de four-on-the-floor, marcat per una figura del charles, de vuit a setze temps, amb hi hat obert en els temps lliures, i una línia predominant de baix sincopat, amb veus fortament reverberades. Es reconeixen fàcilment pels seus ritmes repetitius (generalment entre 110 i 136 bpm) i enganxants, sovint inspirats per ritmes d'origen llatí com merengue, rumba cubana o samba. L'ús de l’open hi-hat a un ritme 4/4 es percep clarament en temes com "The Love I Lost", de Harold Melvin & The Blue Notes el 1972, una producció de Gamble i Huff.

## Harmonies i arranjaments
El so orquestral normalment conegut com a so disco es fonamentava en la presència de seccions de corda (violins, violes, cellos...) i metalls, que desenvolupaven frases lineals en uníson, darrere la base instrumental formada pel piano elèctric i la guitarra elèctrica (amb tocs clarament presos del funk). Al contrari que en el rock, la guitarra solista és inusual
El resultat era una mena de mur de so, brillant, amb els grups orquestrals prenent el paper de solistes i amb un background harmònic, fonamentat en una progressió d'acords ben definida (menor/sèptima/menor), amb predomini dels acords de sèptima de dominant.

## Producció
El "so disco" era molt més costós de produir que molts dels altres gèneres musicals populars dels anys 70. A diferència del so més simple, de quatre membres, del funk, la música soul de finals dels anys 60 o els petits trios d'orgue de jazz, la música disco sovint incloïa una banda gran, amb diversos instruments d'acords (guitarra, teclats, sintetitzador), diversos instruments de bateria o percussió (bateria, percussió llatina, bateria electrònica), una secció de vents, una orquestra de corda i una varietat d'instruments solistes "clàssics" (per exemple, flauta, piccolo, etc.).
Les cançons disco eren arranjades i compostes per arranjadors i orquestradors experimentats, i els productors discogràfics afegien els seus tocs creatius al so general mitjançant tècniques d'enregistrament multipista i unitats d'efectes. Enregistrar arranjaments complexos amb un nombre tan gran d'instruments i seccions requeria un equip que incloïa un director d'orquestra, copistes, productors discogràfics i enginyers de mescles. Els enginyers de mescles tenien un paper important en el procés de producció disco perquè les cançons disco utilitzaven fins a 64 pistes de veus i instruments. Els enginyers de mescles i els productors discogràfics, sota la direcció dels arranjadors, compilaven aquestes pistes en una composició fluida de versos, ponts i tornades, amb compilacions i pauses. Els enginyers de mescles i els productors discogràfics van ajudar a desenvolupar el "so disco" creant una mescla disco sofisticada i amb un so distintiu.
Els primers discos eren la versió "estàndard" de tres minuts fins que en Tom Moulton va idear una manera de fer cançons més llargues per poder portar una multitud de ballarins en un club a un altre nivell i mantenir-los ballant més temps. Va descobrir que era impossible fer que els senzills de vinil de 45 RPM de l'època fossin més llargs, ja que normalment no podien contenir més de cinc. minuts de música de bona qualitat. Amb l'ajuda de José Rodriguez, el seu enginyer de remasterització/masterització, va gravar un senzill en un disc de 10" en lloc de 7". Van gravar el següent senzill en un disc de 12", el mateix format que un àlbum estàndard. Moulton i Rodriguez van descobrir que aquests discos més grans podien tenir cançons i remescles molt més llargues. Els discos senzills de 12", també coneguts com a "Maxisingles", es van convertir ràpidament en el format estàndard per a tots els DJ del gènere disco.

## Cultura de club

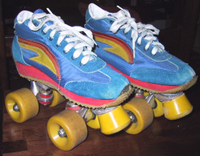
Patins de rodes quad de discoteca blaus.

### Nightclubs
A finals de la dècada del 1970, la majoria de les principals ciutats dels Estats Units tenien escenes de discoteques pròsperes. Les escenes més grans es trobaven sobretot a la ciutat de Nova York, però també a Filadèlfia, San Francisco, Miami i Washington DC. L'escena se centrava en discoteques, clubs nocturns i festes privades en lofts.
A la dècada del 1970, entre les discoteques més destacades hi havia "Crisco Disco", "The Sanctuary", "Leviticus", "Studio 54" i "Paradise Garage" a Nova York, "Artemis" a Filadèlfia, "Studio One" a Los Angeles, "Dugan's Bistro" a Chicago i "The Library" a Atlanta.
A finals dels anys setanta, l'Studio 54 de Midtown Manhattan era possiblement la discoteca més coneguda del món. Aquest club va tenir un paper formatiu important en el creixement de la música disco i la cultura de les discoteques en general. Va ser dirigit per Steve Rubell i Ian Schrager i era conegut per l'hedonisme que hi havia a dins: els balcons eren coneguts per trobades sexuals i el consum de drogues era desenfrenat. La seva pista de ball estava decorada amb una imatge de "l'Home de la Lluna" que incloïa una cullera de cocaïna animada.
"Copacabana", una altra discoteca de Nova York que data de la dècada de 1940, va tenir un renaixement a finals de la dècada de 1970 quan va adoptar la música disco; es convertiria en l'escenari d'una cançó de Barry Manilow amb el mateix nom.
A Washington DC, grans discoteques com ara "The Pier" ("Pier 9") i "The Other Side", originalment considerades exclusivament com a "bars gais", es van fer particularment populars entre els estudiants universitaris gais i heterosexuals de la zona de la capital a finals dels anys 70.
El 1979 hi havia entre 15.000 i 20.000 discoteques als Estats Units, moltes de les quals obrien en centres comercials, hotels i restaurants suburbans. Les franquícies 2001 Club van ser la cadena de discoteques més prolífica del país. Tot i que es van fer molts altres intents de franquiciar discoteques, 2001 va ser l'únic que ho va fer amb èxit en aquest període de temps.

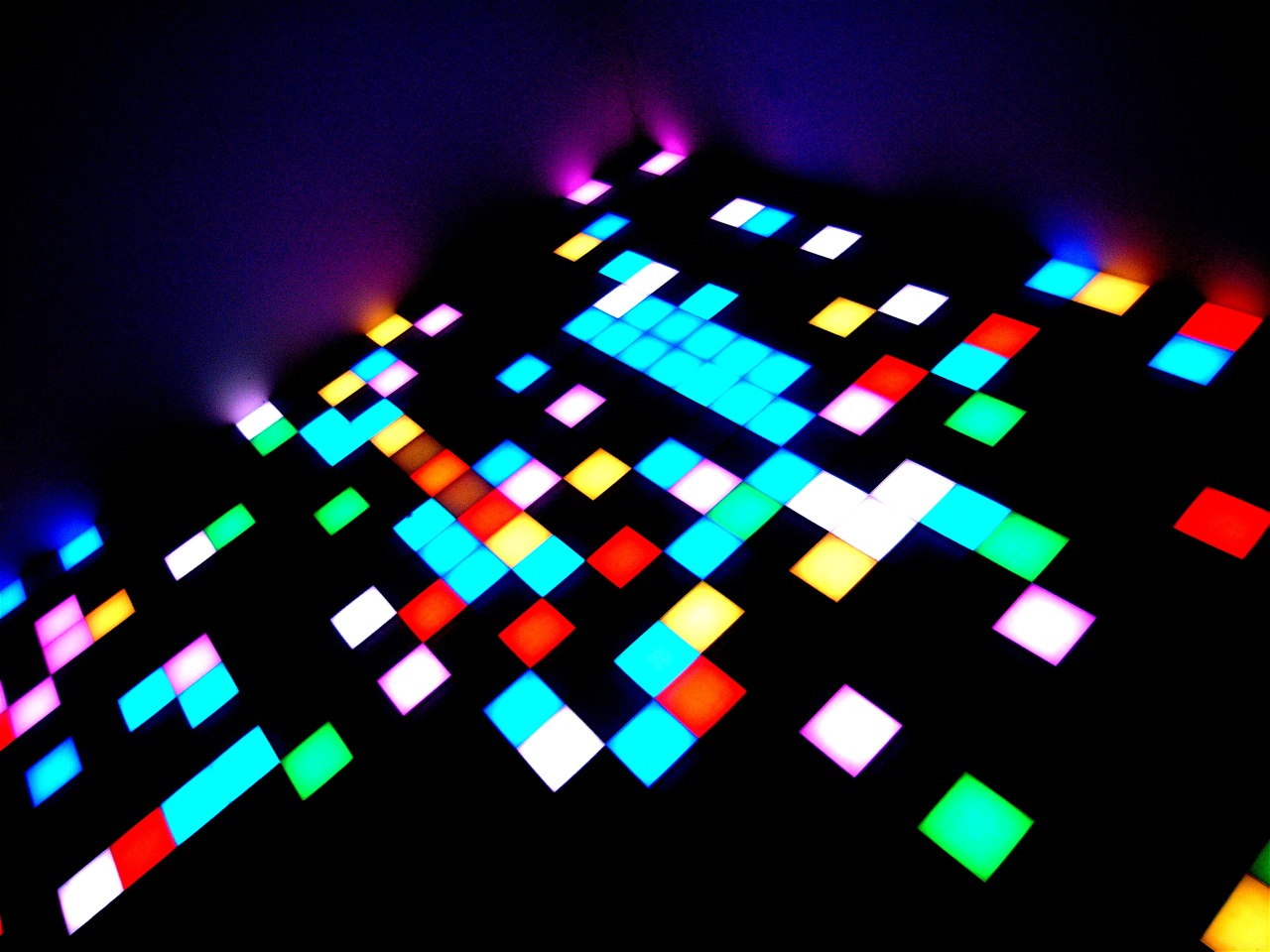
Les principals discoteques tenien pistes de ball il·luminades, amb els llums parpellejant per complementar el ritme.

### Equip de so i llum
Els sistemes de so d'alta fidelitat potents i amb molts greus es consideraven una part clau de l'experiència de les discoteques. L'amfitrió de la festa de Loft, David Mancuso, va introduir les tecnologies de les matrius de tweeters (grups de petits altaveus, que emeten freqüències altes, situats per sobre del terra) i els reforços de greus (conjunts addicionals de subwoofers situats a nivell del terra) a principis dels anys setanta per augmentar els aguts i els greus en els moments oportús, i a finals de la dècada, enginyers de so com Richard Long havien multiplicat els efectes d'aquestes innovacions en locals com el Garage.

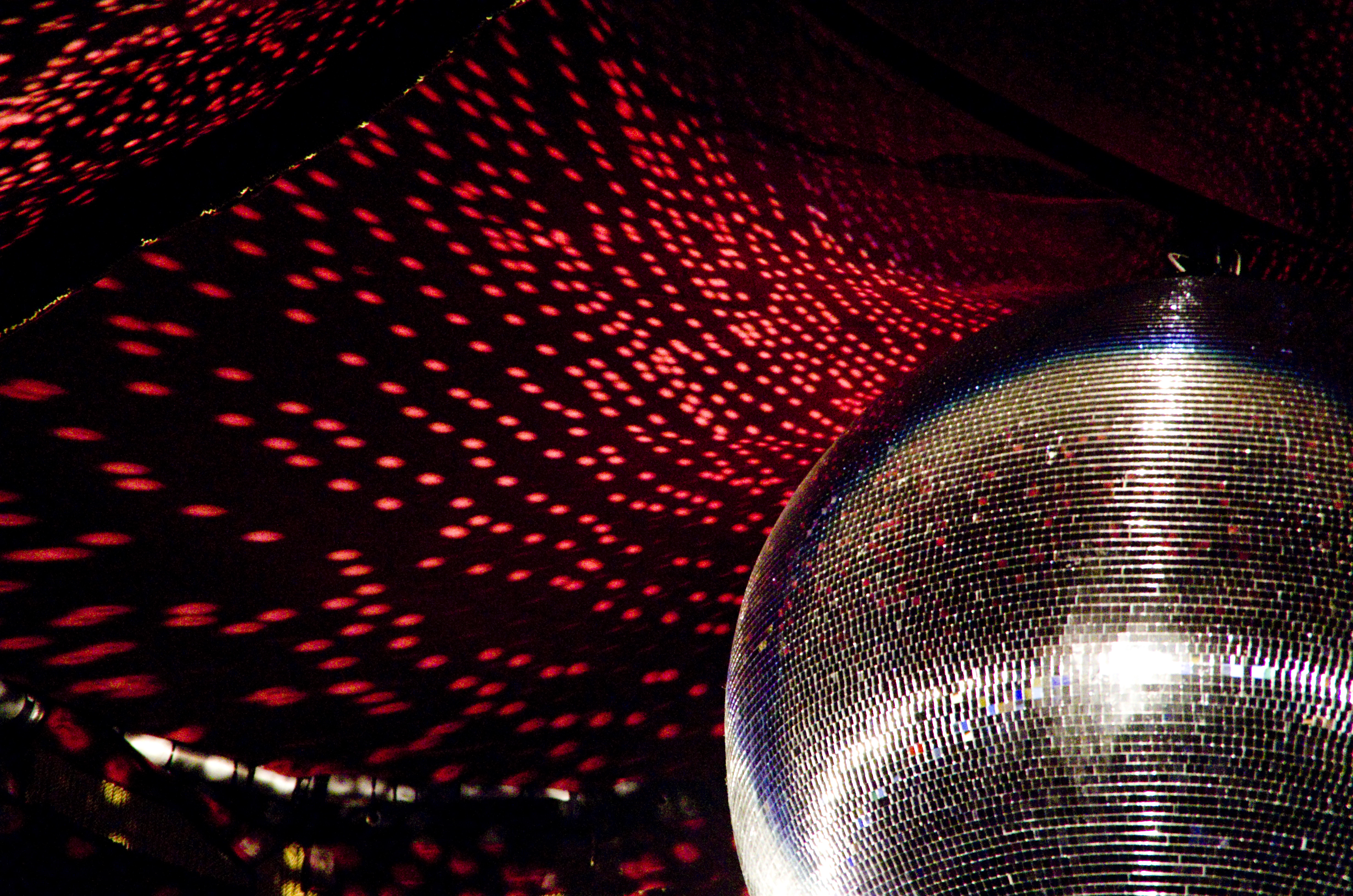
La bola de discoteca de llum reflectant era un element fixo als sostres de moltes discoteques.

Els dissenys d'il·luminació típics per a les pistes de ball disco inclouen llums multicolors que giren o parpellegen al ritme, llums estroboscòpiques, una pista de ball il·luminada i una bola de miralls.

### DJs
Els DJ de l'era disco sovint remesclaven cançons existents utilitzant gravadores de cinta de bobina a bobina i afegien breaks de percussió, noves seccions i nous sons. Els DJ seleccionaven cançons i grooves segons el que volien els ballarins, passant d'una cançó a una altra amb un mesclador de DJ i utilitzant un micròfon per presentar les cançons i parlar al públic. Es van afegir altres equips a la configuració bàsica de DJ, que proporcionaven manipulacions de so úniques, com ara reverberació, equalització i unitat d'efectes d'eco. Amb aquest equip, un DJ podia fer efectes com ara tallar tot excepte la línia de baix d'una cançó i després barrejar lentament el principi d'una altra cançó utilitzant el crossfader del mesclador de DJ. Entre els DJ de música disco dels Estats Units més destacats hi ha Francis Grasso de The Sanctuary, David Mancuso de The Loft, Frankie Knuckles del Chicago Warehouse, Larry Levan del Paradise Garage, Nicky Siano de The Gallery, Walter Gibbons, Karen Mixon Cook, Jim Burgess, John "Jellybean" Benitez, Richie Kulala de Studio 54 i Rick Salsalini.
Alguns DJ també eren productors de discos que creaven i produïen cançons disco a l'estudi de gravació. Larry Levan, per exemple, va ser un productor de discos prolífic, a més de DJ. Com que les vendes de discos sovint depenien de la música dels DJ a les discoteques, els DJ també van influir en el desenvolupament i la popularització de certs tipus de música disco que es produïen per a segells discogràfics.

### Dansa

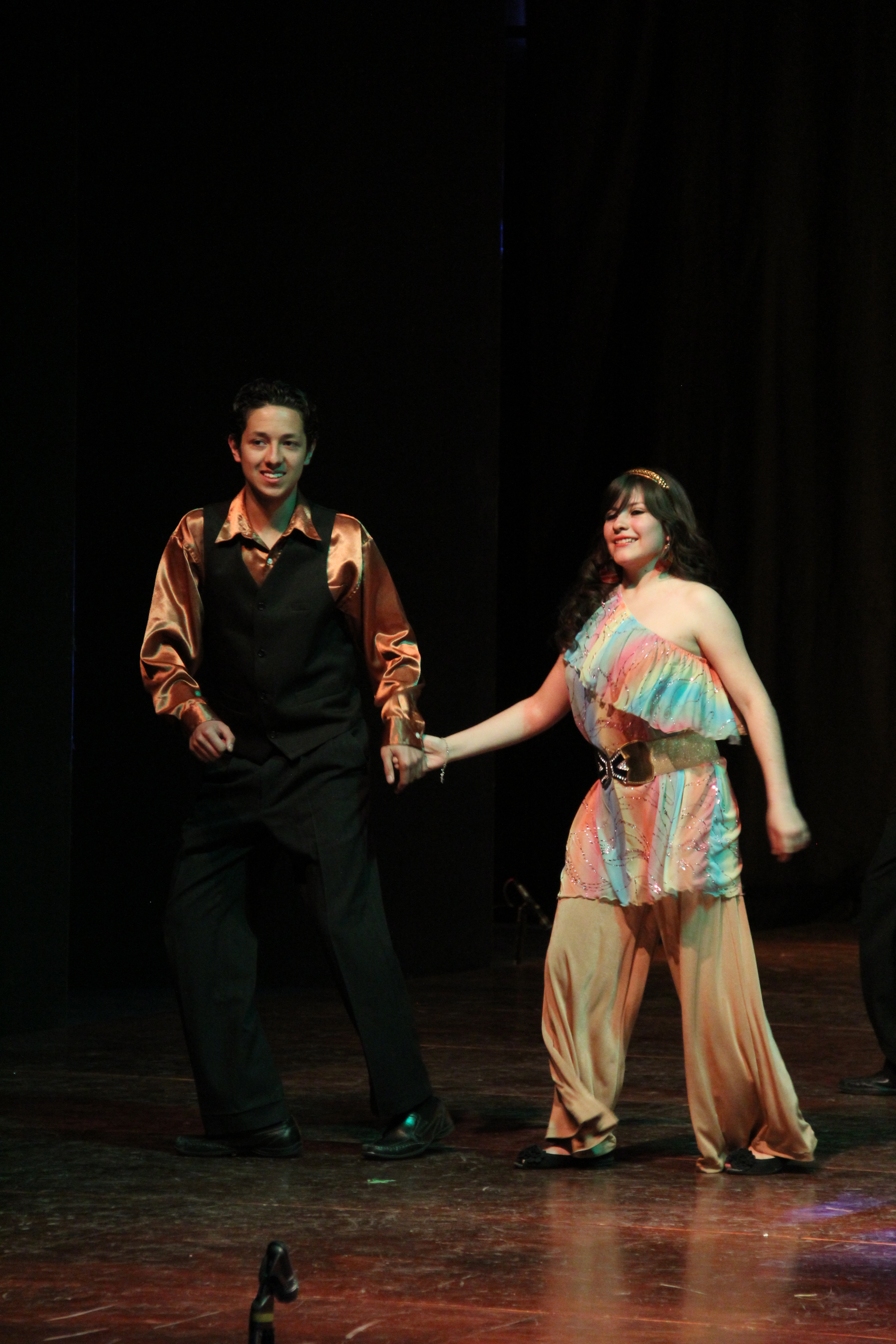
Els ballarins de disco normalment portaven pantalons amples els homes i vestits fluids les dones, cosa que permetia moure's fàcilment a la pista de ball.

En els primers anys, els ballarins de les discoteques ballaven amb un mètode de "hang loose" o "freestyle". Al principi, molts ballarins improvisaven els seus propis estils i passos de ball. Més tard, a l'era disco, es van desenvolupar estils de ball populars, com ara el "Bump", "Penguin", "Boogaloo", "Watergate" i "Robot". A l'octubre de 1975, va regnar el Hustle. Era molt estilitzat, sofisticat i obertament sexual. Les variacions incloïen el Brooklyn Hustle, el New York Hustle i el Latin Hustle.
Durant l'era de la música disco, moltes discoteques solien organitzar competicions de ball disco o oferir classes de ball gratuïtes. Algunes ciutats tenien instructors o escoles de ball disco, que ensenyaven a la gent a fer balls disco populars com ara "touch dance", "the hustle" i "Txa-txa-txa". La pionera de la instrucció de ball disco va ser Karen Lustgarten a San Francisco el 1973. El seu llibre The Complete Guide to Disco Dancing (Warner Books 1978) va ser el primer a anomenar, desglossar i codificar els balls disco populars com a formes de ball i distingir entre el freestyle disco, els balls en parella i els balls en línia. El llibre va estar a la llista de més venuts del New York Times durant 13 setmanes i va ser traduït al xinès, l'alemany i el francès.
A Chicago, es va estrenar el programa de televisió de ball disco Step By Step amb el suport del patrocini de la companyia Coca-Cola. Produït al mateix estudi que Don Cornelius utilitzava per al programa de televisió de dansa/música sindicat a nivell nacional, Soul Train, l'audiència de Step by Step va créixer i el programa es va convertir en un èxit. El dinàmic duet de ball format per Robin i Reggie va liderar el programa. La parella passava la setmana ensenyant ball disco als ballarins de les discoteques. El programa instructiu s'emetia els dissabtes al matí i tenia un gran nombre de seguidors. Els seus espectadors es quedaven desperts tota la nit els divendres per poder ser al plató l'endemà al matí, preparats per tornar a la discoteca el dissabte a la nit coneixent els últims passos personalitzats. Els productors del programa, John Reid i Greg Roselli, feien aparicions rutinàries a les actuacions disco amb Robin i Reggie per descobrir nous talents de ball i promocionar esdeveniments propers com ara "Disco Night at White Sox Park".
A Sacramento, Califòrnia, el rei de la música disco Paul Dale Roberts va ballar per al Llibre Guinness dels Rècords. Va ballar durant 205 hores, l'equivalent a 8 dies i mig. Després van tenir lloc altres maratons de ball i Roberts va mantenir el rècord mundial de ball disco durant un curt període de temps.
La música disco va rebre influències artístiques amb la cançó atípica Bend It (1969) dels artistes britànics Gilbert & George. La cançó ve acompanyada de moviments de ball especials que difuminen la distinció entre l'art i la cultura pop d'una manera mai vista abans.
Algunes companyies de ball professionals destacades de la dècada de 1970 van ser Pan's People i Hot Gossip. Per a molts ballarins, una font clau d'inspiració per al ball disco dels anys 70 va ser la pel·lícula Saturday Night Fever (1977). Una altra influència va venir de la música i l'estil de ball de pel·lícules com Fame (1980), Disco Dancer (1982), Flashdance (1983) i The Last Days of Disco (1998). L'interès pel ball disco també va ajudar a generar programes de televisió de competició de ball com ara Dance Fever (1979).

### Moda

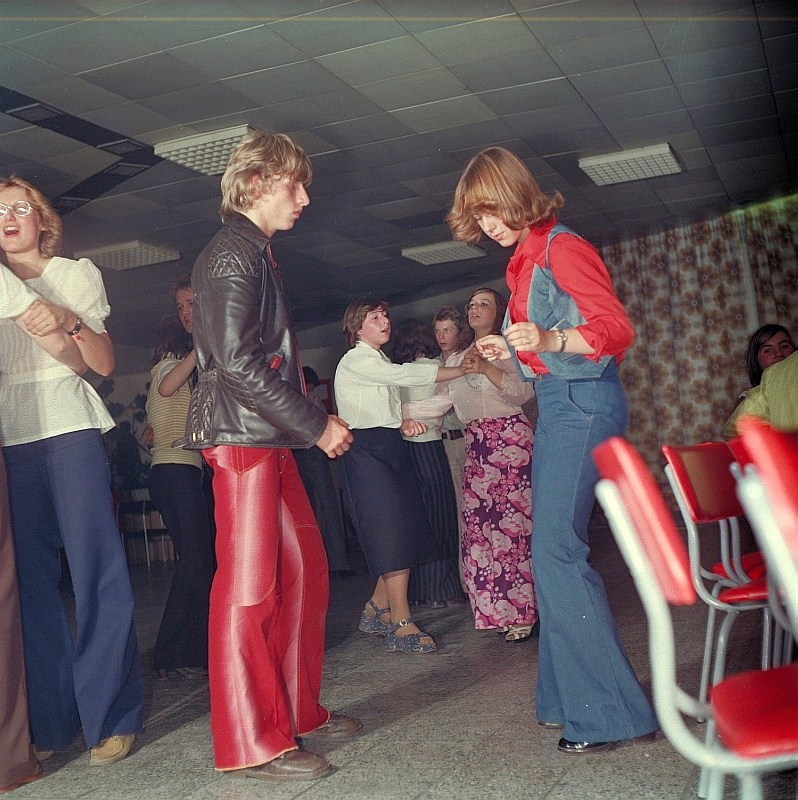
Ballarines en una discoteca de l'Alemanya Oriental el 1977. A causa de l'escassetat constant de béns de consum a la part socialista d'Alemanya, en particular articles de moda més exòtics com la roba de discoteca, la gent sovint els cosia ella mateixa.

La moda disco estava molt de moda a finals dels anys setanta. Els assistents a les discoteques sovint portaven roba glamurosa, cara i extravagant per a les nits de festa a la seva discoteca local. Algunes dones portaven vestits transparents i fluids, com els vestits Halston, o pantalons amples i acampanats. Altres dones portaven roba ajustada, reveladora i sexy, com ara tops sense esquena, pantalons disco, "hot pants" o roba interior cenyida de spandex o "catsuits". Els homes portaven camises Qiana de polièster brillant amb estampats de colors i colls punxeguts i extra amples, preferiblement oberts al pit. Els homes sovint portaven vestits Pierre Cardin, vestits de tres peces amb armilla i jaquetes de polièster de doble punt amb pantalons a joc, conegudes com a vestit d'oci. Els vestits d'oci dels homes normalment s'ajustaven a algunes parts del cos, com la cintura i la part inferior, mentre que la part inferior dels pantalons s'acampanava amb un estil de campana, per permetre la llibertat de moviment.
Durant l'era disco, els homes es dedicaven a elaborats rituals de cura personal i dedicaven temps a triar roba de moda, activitats que s'haurien considerat "femenines" segons els estereotips de gènere de l'època. Les ballarines portaven maquillatge amb purpurina, lluentons o roba de lamé daurat que brillava sota els llums. Els colors vius eren populars per a tots dos sexes. Les sabates de plataforma i les botes per a tots dos sexes i els talons alts per a les dones eren calçat popular. Els collarets i els medallons eren un accessori de moda comú. Menys freqüentment, algunes ballarines disco portaven vestits extravagants, es vestien de drag, es cobrien el cos amb pintura daurada o platejada o portaven vestits molt escassos que les deixaven gairebé nues; aquests conjunts poc comuns eren més propensos a ser vistos a festes de lofts i discoteques de Nova York només per invitació.

### Subcultura de drogues
A més dels aspectes de ball i moda de l'escena de les discoteques, també hi havia una subcultura pròspera de drogues a les discoteques, especialment per a les drogues que milloraven l'experiència de ballar amb música forta i amb greus intensos i llums de colors intermitents, com ara la cocaïna (sobrenomenada "blow"), el nitrit d'amil ("poppers"), i el "...una altra droga per excel·lència dels clubs dels anys 70, el Quaalude, que suspenia la coordinació motora i donava la sensació que els  i les cames s'havien convertit en "gelatina". Els Quaalude eren tan populars a les discoteques que la droga va rebre el sobrenom de "galetes disco".
Paul Gootenberg afirma que «la relació de la cocaïna amb la cultura disco dels anys 70 no es pot subratllar prou...» Durant la dècada de 1970, el consum de cocaïna per part de celebritats benestants va conduir a la seva «glamorització» i a la idea generalitzada que era una «droga tova». L'LSD, la marihuana i l'«speed» (amfetamines) també eren populars a les discoteques, i el consum d'aquestes drogues «...contribuïa a la qualitat hedonista de l'experiència a la pista de ball». Com que els balls disco se solien celebrar en discoteques i clubs de ball amb llicència per a begudes alcohòliques, els ballarins també consumien begudes alcohòliques; alguns usuaris combinaven intencionadament l'alcohol amb el consum d'altres drogues, com ara els Quaaludes, per obtenir un efecte més fort.

### Erotisme i alliberament sexual
Segons Peter Braunstein, les "quantitats massives de drogues ingerides a les discoteques van produir el següent fenomen cultural de l'era disco: la promiscuïtat desenfrenada i el sexe en públic. Mentre que la pista de ball era l'arena central de la seducció, el sexe real solia tenir lloc a les zones més baixes de la discoteca: lavabos, escales de sortida, etc. En altres casos, la discoteca es convertia en una mena de 'plat principal' al menú d'un hedonista per a una nit de festa". A la discoteca The Saint, un alt percentatge dels ballarins i clients gais masculins tenien relacions sexuals a la discoteca; normalment tenien relacions sexuals sense protecció, perquè el 1980 encara no s'havia identificat el VIH-SIDA. A The Saint, "els ballarins fugien a un balcó del pis de dalt sense vigilància per tenir relacions sexuals". La promiscuïtat i el sexe públic a les discoteques formaven part d'una tendència més àmplia cap a l'exploració d'una expressió sexual més lliure a la dècada de 1970, una època que també s'associa amb "clubs d'intercanvi de parelles, banys d'hidromassatge [i] festes importants".
En el seu article "In Defense of Disco" (1979), Richard Dyer afirma que l'erotisme és una de les tres característiques principals de la música disco. A diferència de la música rock, que té un erotisme molt fàl·lic centrat en el plaer sexual dels homes sobre altres persones, Dyer descriu la música disco com una característica d'un erotisme de cos sencer no fàl·lic. A través d'una gamma d'instruments de percussió, la voluntat de jugar amb el ritme i la repetició interminable de frases sense interrompre l'oient, la música disco va aconseguir aquest erotisme de cos sencer restaurant l'erotisme a tot el cos per a tots dos sexes. Això va permetre l'expressió potencial de sexualitats no definides pel penis i el plaer eròtic de cossos que no estan definits per una relació amb un penis. L'alliberament sexual expressat a través del ritme de la música disco es representa encara més en els espais de club on va créixer la música disco.
A Modulations: A History of Electronic Music: Throbbing Words on Sound, Peter Shapiro parla de l'erotisme a través de la tecnologia que la música disco utilitza per crear el seu so audaç. La música, afirma Shapiro, és complementària a "l'esperit del plaer-és-política de la cultura post-Stonewall ". Explica com el "mecano-erotisme", que vincula la tecnologia utilitzada per crear el so mecànic únic de la música disco amb l'erotisme, va situar el gènere en una nova dimensió de la realitat que viu fora del naturalisme i l'heterosexualitat. Randy Jones i Mark Jacobsen es fan ressò d'aquest sentiment al programa de BBC Radio "The Politics of Dancing: How Disco Changed the World", on descriuen l'estil de ball relaxat i centrat en el maluc com "un nou tipus de comunió" que celebra les espurnes d'alliberament provocades pels disturbis de Stonewall. Com que l'estat de Nova York tenia lleis contra el comportament homosexual en públic, inclòs ballar amb un membre del mateix sexe, l'erotisme de la música disco va servir com a resistència i una expressió de llibertat sexual.
Utilitza els senzills de Donna Summer "Love to Love You Baby" (1975) i "I Feel Love" (1977) com a exemples de la relació sempre present entre les línies de baix sintetitzades i els fons amb els sons simulats dels orgasmes. La veu de Summer ressona a les pistes i les compara amb els fans de la música disco, fervents per les drogues i sexualment alliberats, que buscaven alliberar-se a través de l'"estètica del sexe amb màquina" de la música disco. Shapiro veu això com una influència que crea subgèneres com l'hi-NRG i el dub -disco, que van permetre explorar més a fons l'erotisme i la tecnologia a través d'intenses línies de baix sintetitzades i tècniques rítmiques alternatives que aprofiten tot el cos en lloc de les parts eròtiques òbvies del cos.
La discoteca The Sanctuary de Nova York, dirigida pel DJ resident Francis Grasso, és un exemple perfecte d'aquesta llibertat sexual. En la seva història del discjòquei i la cultura dels clubs, Bill Brewster i Frank Broughton descriuen el Sanctuary com "ple d'homes gais recentment alliberats, després sacsejats (i agitats) per una barreja contundent de música de ball i farmacologia de pastilles i pocions, el resultat és un festival de carnalitat". El Sanctuary va ser la "primera discoteca gai totalment desinhibida d'Amèrica" i, tot i que el sexe no estava permès a la pista de ball, els racons foscos, els banys i els passadissos dels edificis adjacents s'utilitzaven per a trobades sexuals semblants a orgies.
En descriure la música, les drogues i la mentalitat alliberada com una trifecta que s'uneix per crear el festival de la carnalitat, Brewster i Broughton inciten tots tres com a estímuls per al ball, el sexe i altres moviments corporals que van contribuir a les vibracions corporals dins del Santuari. Això recolza l'argument que la música disco va tenir un paper en la facilitació d'aquesta alliberació sexual que es va experimentar a les discoteques. La recent legalització de l'avortament i la introducció dels antibiòtics i la píndola anticonceptiva van facilitar un canvi cultural al voltant del sexe, d'una qüestió de procreació a un plaer i gaudi. Així es va fomentar un marc molt positiu pel que fa al sexe al voltant de les discoteques.
A més, a més que el sexe gai és il·legal a l'estat de Nova York, fins al 1973 l'Associació Americana de Psiquiatria va classificar l'homosexualitat com una malaltia. Es pot entendre que aquesta llei i classificació, juntament amb elles, han dissuadit molt l'expressió de l'homosexualitat en públic, ja que la dinàmica alliberadora de les discoteques es pot veure com un espai per a l'autorealització de les persones queer. La festa club/casa de David Mancuso, The Loft, es va descriure com una "actitud pansexual [que] era revolucionària en un país on fins fa poc havia estat il·legal que dos homes ballessin junts tret que hi hagués una dona present; on les dones estaven legalment obligades a portar almenys una peça de roba femenina recognoscible en públic; i on els homes que visitaven bars gais normalment portaven diners de fiança".

## Història

### Dècada del 1940–1960: Primeres discoteques
La música disco es va desenvolupar principalment a partir de la música que era popular a la pista de ball dels clubs que van començar a posar discos en comptes de tenir una banda en directe. Les primeres discoteques tocaven principalment música swing. Més tard, el rhythm and blues uptempo es va popularitzar als clubs americans i als discos de soul northern i glam rock al Regne Unit. A principis dels anys 40, els clubs nocturns de París van recórrer a posar discos de jazz durant l'ocupació nazi.
Régine Zylberberg va afirmar haver fundat la primera discoteca i haver estat la primera DJ de club el 1953 al "Whisky à Go-Go" de París. Va instal·lar una pista de ball amb llums de colors i dos tocadiscos per poder reproduir discos sense que hi hagués una pausa a la música. L'octubre de 1959, el propietari del Scotch Club d'Aquisgrà, Alemanya Occidental, va optar per instal·lar un tocadiscos per a la nit d'inauguració en lloc de contractar una banda en directe. Els clients no van quedar impressionats fins que un jove periodista, que estava cobrint la inauguració del club, va prendre impulsivament el control del tocadiscos i va introduir els discos que va triar reproduir. Klaus Quirini va afirmar més tard que, per tant, havia estat el primer DJ de club nocturn del món.

### Dècada del 1960–1974: Precursors i música disco primerenca
Durant la dècada del 1960, el ball discoteque es va convertir en una tendència europea que va ser acollida amb entusiasme per la premsa americana. En aquesta època, quan la cultura discotequera d'Europa es va popularitzar als Estats Units, diversos gèneres musicals amb ritmes ballables van guanyar popularitat i van evolucionar en diferents subgèneres: rhythm and blues (originat a la dècada del 1940), soul (finals de la dècada del 1950 i 1960), funk (mitjans de la dècada del 1960) i go-go (mitjans de la dècada del 1960 i 1970; més que "disco", la paraula "go-go" originalment indicava un club de música). Els gèneres musicals que eren interpretats principalment per músics afroamericans influirien en gran part de la música disco primerenca.
També durant la dècada de 1960, el segell discogràfic Motown va desenvolupar el seu propi enfocament, descrit com "1) cançons d'estructura senzilla amb melodies sofisticades i canvis d'acords, 2) un patró de bateria implacable de quatre temps, 3) un ús gospel de veus de fons, vagament derivat de l'estil dels Impressions, 4) un ús regular i sofisticat tant de trompes com de cordes, 5) cantants principals que estaven a mig camí entre la música pop i el gospel, 6) un grup de músics acompanyants que es trobaven entre els més hàbils, coneixedors i brillants de tota la música popular (els baixistes de Motown han estat durant molt de temps l'enveja dels baixistes de rock blanc) i 7) un estil de mescla agut que es basava en gran manera en la limitació i l'equalització electrònica (augmentant les freqüències altes) per donar al producte general un so distintiu, particularment efectiu per a la transmissió per ràdio AM". Motown va tenir molts èxits amb elements disco amb artistes com Eddie Kendricks ("Girl You Need a Change of Mind" el 1972, "Keep on Truckin' " el 1973, "Boogie Down" el 1974).
A finals dels anys seixanta, músics i públic de les comunitats negra, italiana i llatina van adoptar diversos trets de les subcultures hippie i psicodèlica. Aquests incloïen l'ús de sales de concerts amb un so fort i aclaparador, balls de forma lliure, il·luminació psicodèlica, vestits de colors i l'ús de drogues al·lucinògenes. A més, la positivitat percebuda, la manca d'ironia i la serietat dels hippies van influir en la música proto-disco com l'àlbum Love Is the Message de MFSB. En part gràcies a l'èxit de Jimi Hendrix, els elements psicodèlics que eren populars a la música rock de finals dels anys seixanta van trobar el seu camí cap a la música soul i funk primerenca i van formar el subgènere soul psicodèlic. Es poden trobar exemples a la música dels Chambers Brothers, George Clinton amb el seu col·lectiu Parliament-Funkadelic, Sly and the Family Stone i les produccions de Norman Whitfield amb The Temptations.
Les llargues introduccions instrumentals i l'orquestració detallada que es troben a les pistes de soul psicodèlic dels Temptations també es consideren soul cinematogràfic. A principis dels anys setanta, Curtis Mayfield i Isaac Hayes van aconseguir èxits amb cançons de soul cinematogràfic que en realitat van ser compostes per a bandes sonores de pel·lícules: "Superfly"(1972) i  "Theme from Shaft " (1971). Aquesta última de vegades es considera una de les primeres cançons disco. Des de mitjans dels anys seixanta fins a principis dels setanta, el soul de Filadèlfia es va desenvolupar com un subgènere que també tenia una percussió luxosa, exuberants arranjaments d'orquestra de corda i costosos processos de producció discogràfica. A principis dels anys setanta, les produccions de soul de Filadèlfia de Gamble i Huff van evolucionar a partir dels arranjaments més senzills de finals dels anys seixanta cap a un estil amb cordes exuberants, línies de baix contundents i ritmes de hi-hat lliscants. Aquests elements es convertirien en típics de la música disco i es troben en diversos dels èxits que van produir a principis dels anys setanta:
- " Love Train " dels O'Jays (amb MFSB com a banda de suport) es va publicar el 1972 i va arribar al capdamunt de la llista Billboard Hot 100 el març de 1973.
- "The Love I Lost" de Harold Melvin i els Blue Notes (1973)
- "Now That We Found Love" de The O'Jays (1973), que més tard va ser un èxit per a Third World el 1978
- "TSOP (The Sound of Philadelphia)" de MFSB amb la veu de The Three Degrees, una cançó sense paraules escrita com a tema de Soul Train i un èxit número 1 al Billboard Hot 100 el 1974

Altres temes disco que van contribuir a donar forma a la música disco i es van popularitzar a les pistes de ball de clubs i festes discoteques (underground) inclouen:
- "Jungle Fever" de The Chakachas es va publicar per primera vegada a Bèlgica el 1971 i més tard als Estats Units el 1972, on va arribar al número 8 del Billboard Hot 100 aquell mateix any.
- "Soul Makossa" de Manu Dibango es va publicar per primera vegada a França el 1972; va ser adoptat per l'escena disco underground de Nova York i posteriorment va tenir un llançament oficial als Estats Units, arribant al número 35 de la llista Hot 100 el 1973.
- "The Night" dels Four Seasons es va publicar el 1972, però no va ser popular immediatament; va agradar a l'escena soul del nord i es va convertir en un èxit al Regne Unit el 1975
- "Love's Theme" de la Love Unlimited Orchestra, dirigida per Barry White, una cançó instrumental originalment inclosa a Under the Influence of... Love Unlimited el juliol de 1973, de la qual es va extreure com a senzill el novembre d'aquell any; posteriorment, el director la va incloure al seu propi àlbum de debut.
- "Sound Your Funky Horn" de KC and the Sunshine Band  el 1974
- "Rock Your Baby" de George McCrae el 1974
- "Do It" de BT Express el 1974
- "Boogie Down" d'Eddie Kendricks el 1974
- "If You Talk In Your Sleep" d'Elvis Presley, 1974.

La música disco primerenca va estar dominada per productors discogràfics i segells com Salsoul Records (Ken, Stanley i Joseph Cayre), West End Records (Mel Cheren), Casablanca (Neil Bogart) i Prelude (Marvin Schlachter). El gènere també va ser modelat per Tom Moulton, que volia ampliar el gaudi de les cançons de ball, creant així la barreja estesa o "remix", passant d'un senzill de tres minuts de 45 rpm al disc de 12", molt més llarg. Altres DJ i remescladors influents que van ajudar a establir el que es va conèixer com el "so disco" van ser David Mancuso, Nicky Siano, Shep Pettibone, Larry Levan, Walter Gibbons i Frankie Knuckles, amb seu a Chicago. Frankie Knuckles no només va ser un important DJ de música disco; també va ajudar a desenvolupar la música house als anys vuitanta.
El programa disco va arribar a les ones de televisió com a part del programa de varietats musicals i de ball Soul Train el 1971 presentat per Don Cornelius, després amb el programa Disco Step-by-Step Television Show de Marty Angelo el 1975, Disco Magic/Disco 77 de Steve Marcus, Soap Factory d'Eddie Rivera i Dance Fever de Merv Griffin, presentat per Deney Terrio, a qui se li atribueix haver ensenyat a ballar a l'actor John Travolta pel seu paper a la pel·lícula Saturday Night Fever (1977), així com amb DANCE, amb seu a Columbia, Carolina del Sud.
El 1974, WPIX-FM de la ciutat de Nova York va estrenar el primer programa de ràdio disco.

### Primera cultura disco als Estats Units
A la dècada del 1970, la contracultura clau de la dècada del 1960, el moviment hippie, s'estava esvaint. La prosperitat econòmica de la dècada anterior havia disminuït, i l'atur, la inflació i les taxes de criminalitat s'havien disparat. Problemes polítics com la reacció del Moviment pels Drets Civils que va culminar en forma de disturbis racials, la guerra del Vietnam, els assassinats del Dr. Martin Luther King Jr. i John F. Kennedy, i l'escàndol Watergate, van deixar molts desil·lusionats i desesperançats. L'inici dels anys 70 va estar marcat per un canvi en la consciència del poble americà: l'auge del moviment feminista, les polítiques identitàries, les bandes, etc. van donar forma a aquesta època. La música disco i el ball disco van proporcionar una escapada als problemes socials i econòmics negatius. L'estil de ball sense parella de la música disco permetia a persones de totes les races i orientacions sexuals gaudir de l'atmosfera de la pista de ball.
Beautiful Things in Popular Culture, Simon Frith destaca la sociabilitat de la música disco i les seves arrels en la contracultura dels anys seixanta. "La força impulsora de l'escena underground de la música disco de Nova York en la qual es va forjar la música disco no va ser simplement la complexa cultura ètnica i sexual d'aquella ciutat, sinó també una noció de comunitat, plaer i generositat dels anys seixanta que només es pot descriure com a hippie", diu. "La millor música disco contenia una sensació extraordinàriament poderosa d'eufòria col·lectiva."
Sovint es diu que l'explosió de la música disco es troba a les festes privades de ball que organitzava la casa del DJ David Mancuso de Nova York, que es va conèixer com a The Loft, un club underground no comercial només per invitació que va inspirar molts altres. Va organitzar la primera gran festa a casa seva a Manhattan el dia de Sant Valentí de 1970 amb el nom de "Love Saves The Day". Després d'uns mesos, les festes es van convertir en esdeveniments setmanals i Mancuso va continuar fent festes regularment fins a la dècada de 1990. Mancuso exigia que la música que es tocava fos emotiva, rítmica i que transmetés paraules d'esperança, redempció o orgull.
Quan Mancuso va organitzar les seves primeres festes informals a casa, la comunitat gai (que constituïa gran part de la llista d'assistents a The Loft) sovint era assetjada als bars i clubs de ball gais, i molts homes gais portaven diners de la fiança als bars gais. Però a The Loft i a moltes altres discoteques privades primerenques, podien ballar junts sense por a l'acció policial gràcies a les polítiques clandestines, però legals, de Mancuso. Vince Aletti ho va descriure "com anar de festa, completament barrejat, racialment i sexualment, on no hi havia cap sensació que algú fos més important que ningú", i Alex Rosner ho va reiterar dient "Probablement era un seixanta per cent negre i un setanta per cent gai... Hi havia una barreja d'orientació sexual, hi havia una barreja de races, una barreja de grups econòmics. Una barreja real, on el denominador comú era la música".
El crític de cinema Roger Ebert va qualificar l'abraçada popular dels exuberants moviments de ball de la música disco com una escapada de "la depressió general i la monotonia de l'atmosfera política i musical de finals dels setanta". Pauline Kael, escrivint sobre la pel·lícula de temàtica disco Saturday Night Fever, va dir que la pel·lícula i la música disco en si tocaven "alguna cosa profundament romàntica, la necessitat de moure's, de ballar i la necessitat de ser qui t'agradaria ser. Nirvana és el ball; quan la música s'atura, tornes a ser normal".

### Primera cultura disco al Regne Unit
A finals dels anys seixanta, el soul uptempo amb ritmes pesats i alguns estils de ball i moda associats van ser adoptats per l'escena mod britànica i van formar el moviment northern soul. Originari en llocs com el Twisted Wheel de Manchester, es va estendre ràpidament a altres sales de ball i discoteques del Regne Unit com el Chateau Impney (Droitwich), Catacombs (Wolverhampton), les Highland Rooms de Blackpool Mecca, Golden Torch (Stoke-on-Trent) i el Wigan Casino. A mesura que el ritme preferit es va tornar més uptempo i frenètic a principis dels anys setanta, el ball northern soul es va tornar més atlètic, semblant-se una mica als estils de ball posteriors del disco i el break dance. Amb girs, flips, puntades de peu de karate i telons de fons, els estils de ball de club sovint s'inspiraven en les actuacions escèniques de gires d'actes de soul americans com ara Little Anthony & the Imperials i Jackie Wilson.
El 1974, hi havia unes 25.000 discoteques mòbils i 40.000 discjòqueis professionals al Regne Unit. Les discoteques mòbils eren DJs contractats que portaven el seu propi equipament per oferir música per a esdeveniments especials. Les cançons de glam rock eren populars, com ara el senzill "Rock and Roll Part 2" de Gary Glitter del 1972, que es va fer popular a les pistes de ball del Regne Unit, tot i que no va tenir gaire difusió a la ràdio.

### 1974–1977: Ascens al corrent principal

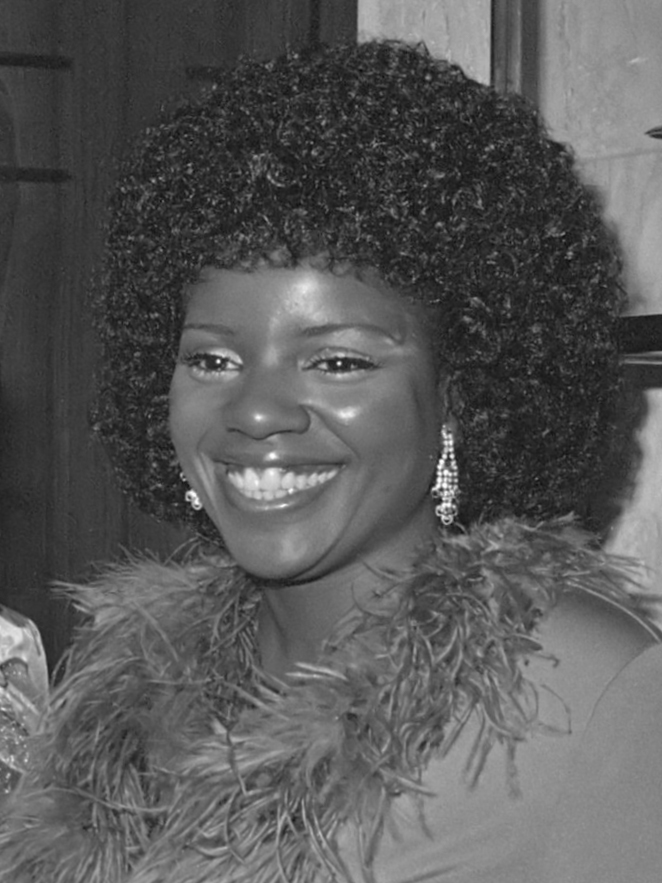
Glòria Gaynor el 1976

De 1974 a 1977, la música disco va augmentar en popularitat, ja que moltes cançons disco van encapçalar les llistes d'èxits. "Rock the Boat" (1974) de The Hues Corporation, un senzill número u als Estats Units i amb milions de vendes, va ser una de les primeres cançons disco a arribar al número u. El mateix any es va llançar " Kung Fu Fighting ", interpretada per Carl Douglas i produïda per Biddu, que va arribar al número u tant al Regne Unit com als Estats Units, i es va convertir en el senzill més venut de l'any i un dels senzills més venuts de tots els temps amb 11... milions de discos venuts a tot el món, ajudant a popularitzar la música disco en gran mesura. Un altre èxit notable de la música disco aquell any va ser "Rock Your Baby" de George McCrae: es va convertir en el primer senzill número u de la música disco del Regne Unit.
A les seccions nord-oest del Regne Unit, l'explosió del soul del nord, que va començar a finals dels anys seixanta i va arribar al seu punt àlgid el 1974, va fer que la regió fos receptiva a la música disco, que els discjòqueis de la regió portaven de tornada de la ciutat de Nova York. El canvi d'alguns DJ cap als sons més nous procedents dels Estats Units va provocar una divisió de l'escena, en què alguns van abandonar el soul dels anys seixanta i van impulsar un so soul modern que tendia a estar més alineat amb la música disco que amb el soul.
El 1975, Gloria Gaynor va publicar el seu primer àlbum de vinil, que incloïa un remake de "Never Can Say Goodbye" dels Jackson 5 (que, de fet, també és el títol de l'àlbum) i dues cançons més, "Honey Bee" i la seva versió disco de "Reach Out (I'll Be There)". L'àlbum va encapçalar les llistes de disco/dance de Billboard per primera vegada el novembre de 1974. Més tard, el 1978, la cançó disco número u de Gaynor va ser "I Will Survive", que va ser vista com un símbol de força femenina i un himne gai, igual que el seu altre èxit disco, un remake de 1983 de "I Am What I Am". El 1979 va publicar " Let Me Know (I Have a Right) ", un senzill que va guanyar popularitat en els moviments pels drets civils. També el 1975, la Salsoul Orchestra de Vincent Montana Jr. va contribuir amb la seva cançó de ball orquestral amb gust llatí "Salsoul Hustle", que va arribar al número quatre de la llista Billboard Dance Chart; Els seus èxits de 1976 van ser "Tangerine" i "Nice 'n' Naasty".

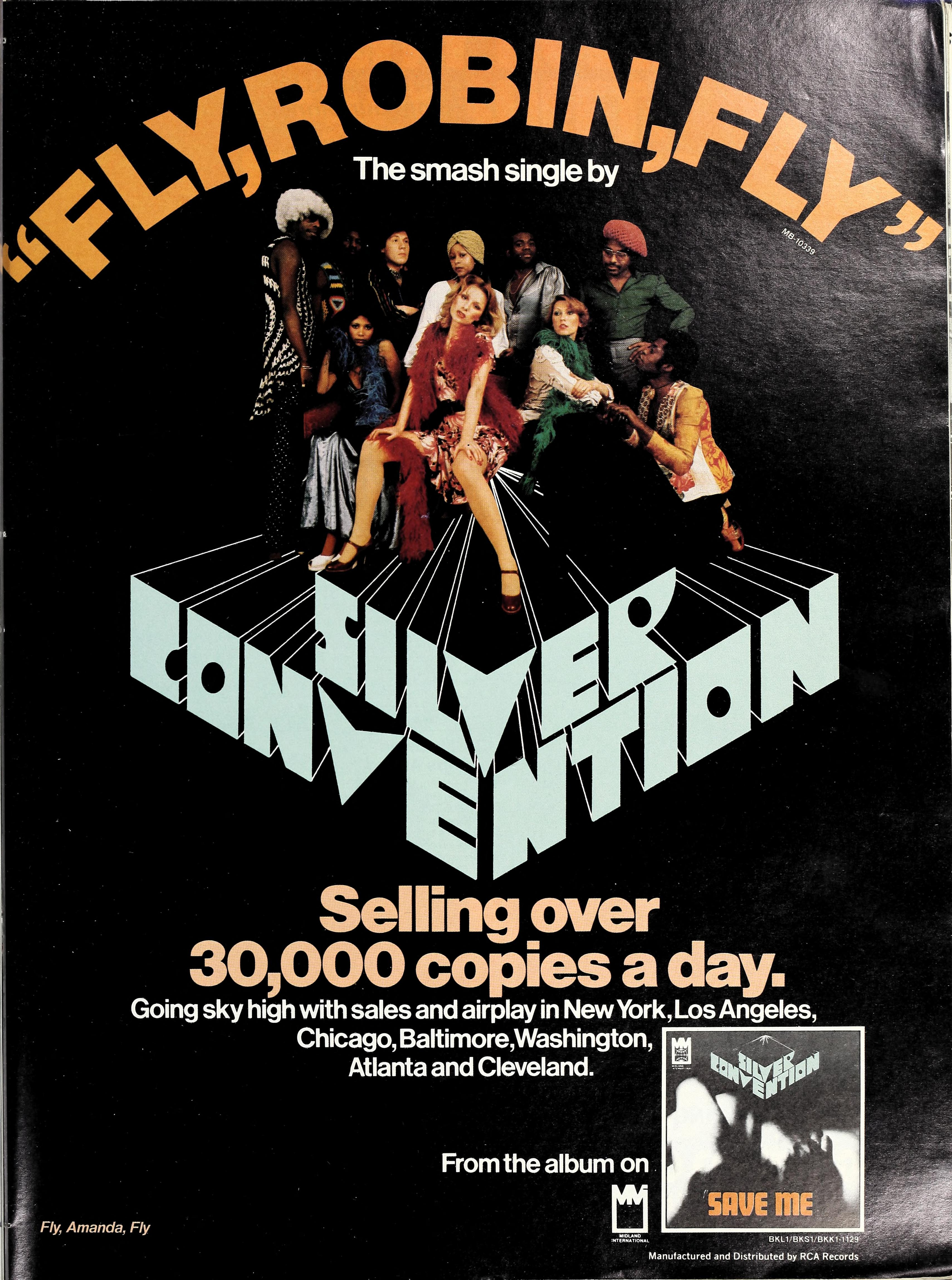
Anunci del programa " Fly, Robin, Fly " de la Silver Convention, 18 d'octubre de 1975

Cançons com ara "The Hustle" de Van McCoy de 1975 i l'humorística "Ain't Gonna Bump No More (With No Big Fat Woman)" de Joe Tex de 1977 van donar nom als populars balls disco "the Bump" i "the Hustle". Altres cançons disco destacades i reeixides dels primers temps inclouen " You're the First, the Last, My Everything " (1974) de Barry White ; "Lady Marmalade" (1974) de Labelle; "Get Dancin'" (1974) de Disco-Tex and the Sex-O-Lettes; "Shining Star" (1975) de Earth, Wind & Fire; "Fly, Robin, Fly" (1975) i "Get Up and Boogie" (1976) de Silver Convention; "Turn the Beat Around" (1976) de Vicki Sue Robinson; i "More, More, More" (1976) d'Andrea True (una antiga actriu porno durant l'Edat d'Or del Porno, una època en gran part contemporània amb l'apogeu de la música disco).
Format per Harry Wayne Casey (també conegut com "KC") i Richard Finch, el grup KC and the Sunshine Band de Miami va tenir una sèrie de senzills que van arribar al top 5 de la música disco entre 1975 i 1977, com ara "Get Down Tonight", "That's the Way (I Like It)", "(Shake, Shake, Shake) Shake Your Booty", "I'm Your Boogie Man", "Boogie Shoes" i "Keep It Comin' Love". En aquest període, bandes de rock com l'English Electric Light Orchestra van presentar a les seves cançons un so de violí que es va convertir en un element bàsic de la música disco, com en l'èxit de 1975 "Evil Woman", tot i que el gènere es va descriure correctament com a rock orquestral.
Altres productors de música disco com Tom Moulton van prendre idees i tècniques de la música dub (que va sorgir amb l'augment de la migració jamaicana a la ciutat de Nova York a la dècada de 1970) per oferir alternatives a l'estil "quatre a la pista" que dominava. El DJ Larry Levan va utilitzar estils de dub, jazz i tècniques de remescla per crear versions primerenques de música house que van impulsar el gènere.

### La Motown es converteix en discoteca
Norman Whitfield va ser un influent productor i compositor de Motown Records, reconegut per crear cançons innovadores de "soul psicodèlic" amb molts èxits per a Marvin Gaye, The Velvelettes, The Temptations i Gladys Knight & the Pips. Des de la producció de l'àlbum Cloud Nine de Temptations el 1968, va incorporar algunes influències psicodèliques i va començar a produir pistes més llargues i aptes per al ball, amb més espai per a parts instrumentals rítmiques elaborades. Un exemple d'una cançó de soul psicodèlic tan llarga és "Papa Was a Rollin' Stone", que va aparèixer com una sola edició de gairebé set minuts i una versió de 12" d'aproximadament 12 minuts el 1972. A principis dels anys setanta, moltes de les produccions de Whitfield van evolucionar cada cop més cap al funk i la disco, com es pot escoltar als àlbums d'Undisputed Truth i a l'àlbum de 1973 GIT: Get It Together de The Jackson 5. The Undisputed Truth, un grup de Motown format per Whitfield per experimentar amb les seves tècniques de producció de soul psicodèlic, va tenir èxit amb la seva cançó de 1971 "Smiling Faces Sometimes". El seu senzill disco "You + Me = Love" (número 43) va ser produït per Whitfield i va arribar al número 2 de la llista de ball dels Estats Units el 1976.
El 1975, Whitfield va deixar Motown i va fundar el seu propi segell, Whitfield Records, amb el qual també es va publicar "You + Me = Love". Whitfield va produir alguns èxits més de música disco, com ara "Car Wash" (1976) de Rose Royce, de la banda sonora de la pel·lícula de 1976 Car Wash. El 1977, el cantant, compositor i productor Willie Hutch, que havia signat amb Motown des de 1970, va signar amb el nou segell de Whitfield i va aconseguir un senzill d'èxit amb la seva cançó "In and Out" el 1982.
Altres artistes de Motown també es van decantar per la música disco. Diana Ross va adoptar el so disco amb el seu reeixit treball del 1976, "Love Hangover", del seu àlbum homònim. Els seus clàssics de ball del 1980, "Upside Down" i "I'm Coming Out", van ser escrits i produïts per Nile Rodgers i Bernard Edwards, del grup Chic. The Supremes, el grup que va fer famós a Ross, va aconseguir alguns èxits a les discoteques sense ella, com ara "I'm Gonna Let My Heart Do the Walking" del 1976 i el seu últim senzill a les llistes abans de dissoldre's, "You're My Driving Wheel" del 1977.

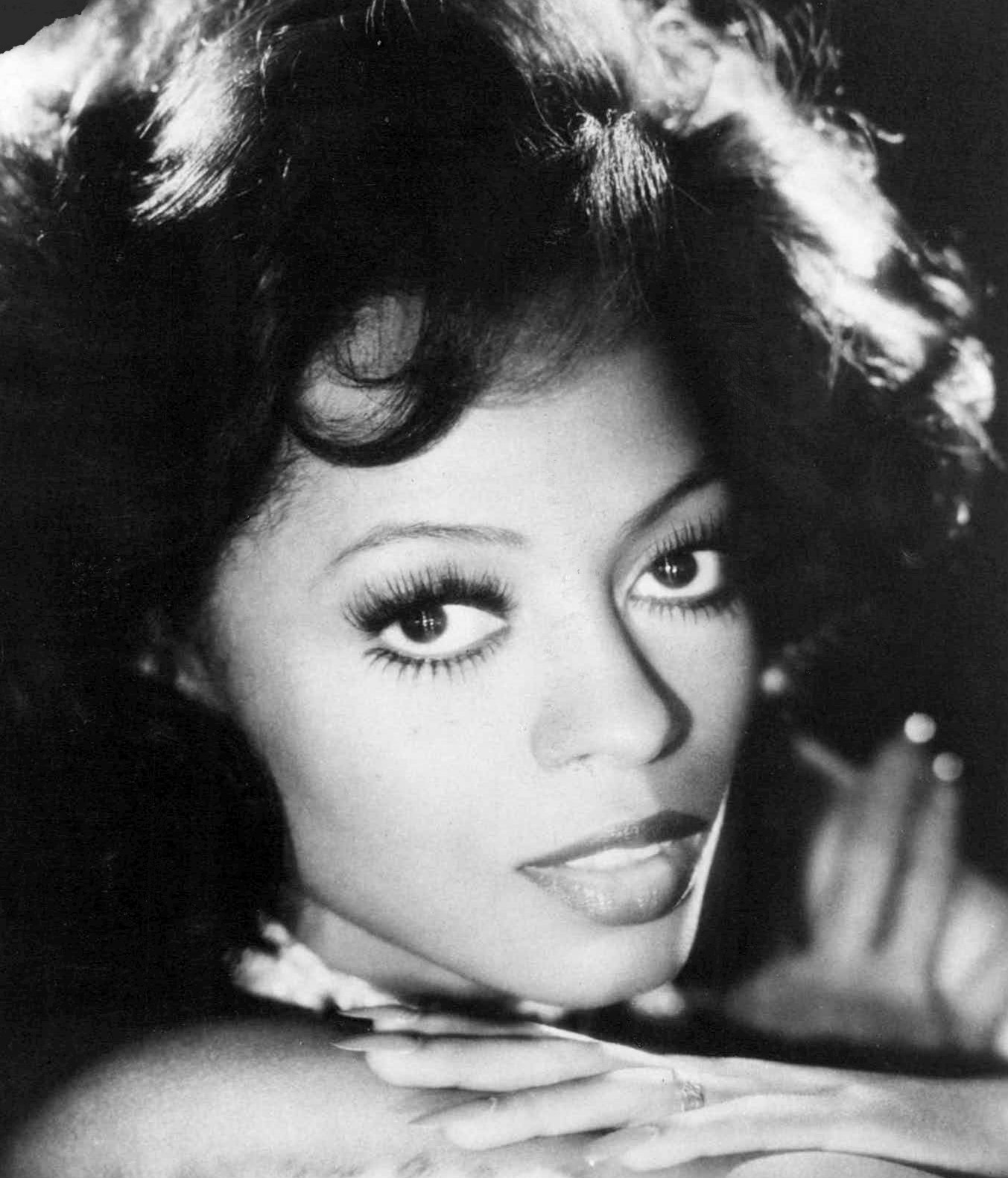
Diana Ross el 1976

A petició de Motown que produís cançons del gènere disco, Marvin Gaye va publicar "Got to Give It Up" el 1978, tot i la seva aversió per la música disco. Va prometre no gravar cap cançó del gènere i, de fet, va escriure la cançó com a paròdia. No obstant això, diverses de les cançons de Gaye tenen elements disco, com ara "I Want You" (1975). Stevie Wonder va publicar el senzill disco "Sir Duke" el 1977 com a homenatge a Duke Ellington, la influent llegenda del jazz que havia mort el 1974. Smokey Robinson va deixar el grup de Motown The Miracles per iniciar una carrera en solitari el 1972 i va publicar el seu tercer àlbum en solitari, A Quiet Storm, el 1975, que va generar i va donar nom al format de programació musical "Quiet Storm" i al subgènere de l'R&B. Contenia el senzill disco "Baby That's Backatcha". Altres artistes de Motown que van aconseguir èxits disco van ser l'antic grup de Robinson, The Miracles, amb "Love Machine" (1975), Eddie Kendricks amb "Keep On Truckin'" (1973), The Originals amb "Down to Love Town" (1976), i Thelma Houston amb la seva versió de la cançó de Harold Melvin and the Blue Notes "Don't Leave Me This Way" (1976). El segell va continuar publicant cançons d'èxit a la dècada de 1980, amb "Super Freak" de Rick James (1981) i "Lady (You Bring Me Up) " dels Commodores (1981).
Diversos dels artistes solistes de Motown que van deixar el segell van aconseguir tenir cançons disco d'èxit. Mary Wells, la primera superestrella femenina de Motown amb la seva cançó característica "My Guy" (escrita per Smokey Robinson), va deixar bruscament el segell el 1964. Va reaparèixer breument a les llistes d'èxits amb la cançó disco "Gigolo" el 1980. Jimmy Ruffin, el germà gran del cantant principal de Temptations, David Ruffin, també va signar amb Motown i va publicar la seva cançó més reeixida i coneguda "What Becomes of the Brokenhearted" com a senzill el 1966. Ruffin finalment va deixar el segell discogràfic a mitjans dels anys 70, però va tenir èxit amb la cançó disco de 1980 "Hold On (To My Love)", que va ser escrita i produïda per Robin Gibb dels Bee Gees, per al seu àlbum Sunrise. Edwin Starr, conegut per la seva cançó de protesta de Motown "War" (1970), va tornar a entrar a les llistes d'èxits el 1979 amb un parell de cançons disco, "Contact" i "HAPPY Radio". Kiki Dee va ser la primera cantant britànica blanca a signar amb Motown als Estats Units, i va publicar un àlbum, Great Expectations (1970), i dos senzills "The Day Will Come Between Sunday and Monday" (1970) i "Love Makes the World Go Round" (1971), aquest últim li va suposar la primera entrada a les llistes d'èxits (número 87 a la llista dels EUA). Aviat va deixar la companyia i va signar amb The Rocket Record Company d'Elton John, i el 1976 va tenir el seu senzill més gran i conegut, "Don't Go Breaking My Heart", un duet disco amb John. La cançó estava pensada com un pastitx afectuós d'estil disco del so Motown, en particular els diversos duets gravats per Marvin Gaye amb Tammi Terrell i Kim Weston.
Molts grups de Motown que havien deixat el segell discogràfic van entrar a les llistes d'èxits amb cançons disco. The Jackson 5, un dels grups més destacats de Motown a principis dels anys setanta, van deixar la discogràfica el 1975 (Jermaine Jackson, però, va romandre amb el segell) després de cançons reeixides com "I Want You Back" (1969) i "ABC" (1970), i fins i tot la cançó disco "Dancing Machine" (1974). Rebatejats com a "The Jacksons" (ja que Motown posseïa el nom "The Jackson 5"), van aconseguir l'èxit amb cançons disco com "Blame It on the Boogie" (1978), "Shake Your Body (Down to the Ground)" (1979) i "Can You Feel It" (1981) amb el segell Epic.
Els Isley Brothers, la curta etapa dels quals a la companyia havia produït la cançó "This Old Heart of Mine (Is Weak for You)" el 1966, van publicar cançons disco d'èxit com ara "It's a Disco Night (Rock Don't Stop)" (1979). Gladys Knight & the Pips, que van gravar la versió més reeixida de "I Heard It Through the Grapevine" (1967) abans de Marvin Gaye, van aconseguir senzills d'èxit comercial com ara "Baby, Don't Change Your Mind" (1977) i "Bourgie', Bourgie '  (1980) a l'era disco. Els Detroit Spinners també van signar amb el segell Motown i van tenir èxit amb la cançó "It's a Shame" produïda per Stevie Wonder el 1970. Poc després, seguint el consell de la seva compatriota Aretha Franklin, van marxar a Atlantic Records, i allà van tenir cançons disco com ara "The Rubberband Man" (1976). El 1979, van publicar una reeixida versió de "Are You Ready for Love" d'Elton John, així com un popurri de la cançó "Working My Way Back to You" de Four Seasons i "Forgive Me, Girl" de Michael Zager. Els Four Seasons van signar breument amb el segell MoWest de Motown, una filial de curta durada per a artistes de R&B i soul amb seu a la Costa Oest, i allà el grup va produir un àlbum, Chameleon (1972), amb poc èxit comercial als Estats Units. Tanmateix, un senzill, "The Night", es va publicar a Gran Bretanya el 1975 i, gràcies a la popularitat del circuit soul del Nord, va arribar al número setè a la llista de senzills del Regne Unit. Els Four Seasons van deixar Motown el 1974 i van tenir un èxit disco amb la seva cançó "December, 1963 (Oh, What a Night)" (1975) per a Warner Curb Records.

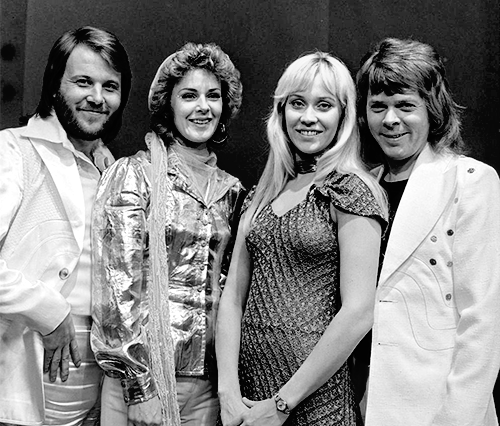
ABBA el 1974.

### Eurodisco
Amb diferència, el grup de música disco europea amb més èxit va ser ABBA (1972–1982). Aquest quartet suec, que cantava principalment en anglès, va tenir èxit amb senzills com ara "Waterloo" (1974), "Take a Chance on Me" (1978), "Gimme! Gimme! Gimme! (A Man After Midnight)" (1979), "Super Trouper" (1980) i el seu èxit estrella "Dancing Queen" (1976).

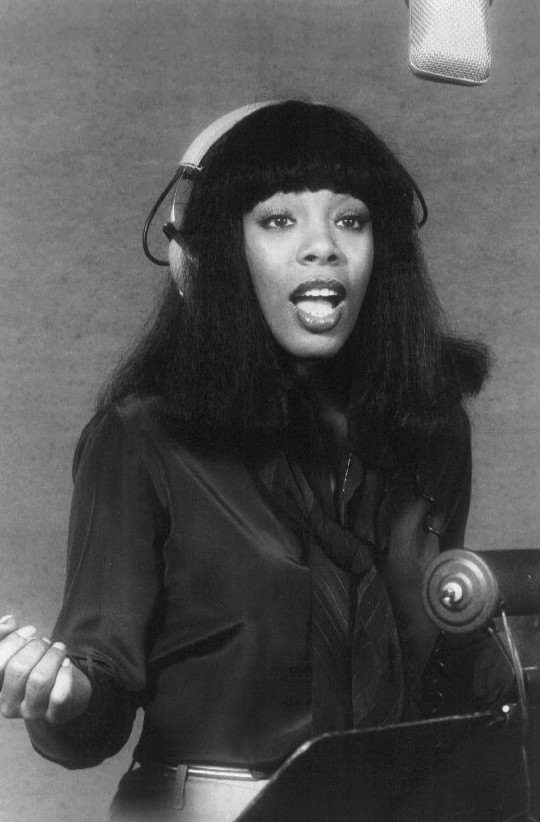
Donna Summer el 1977

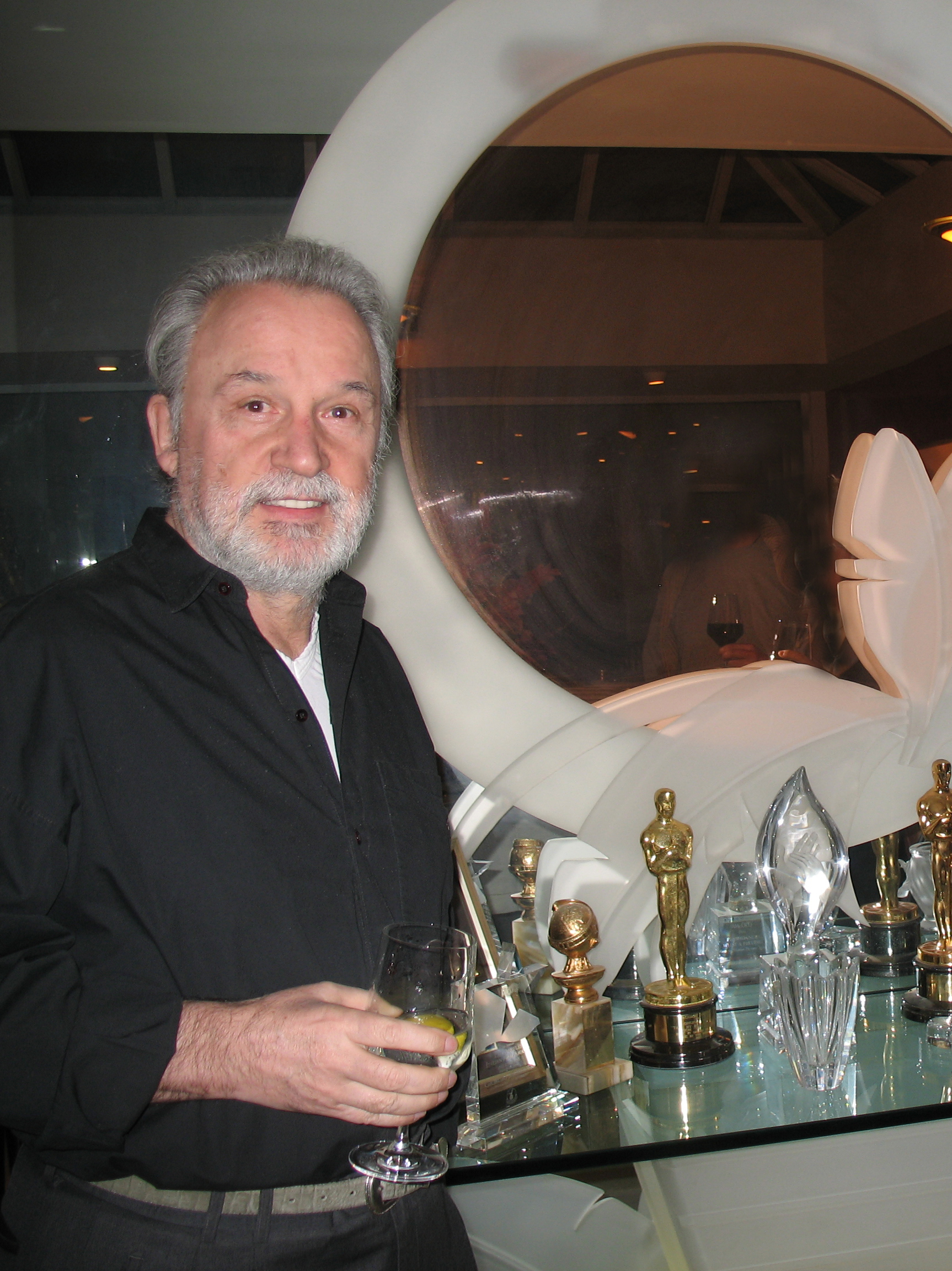
El compositor italià Giorgio Moroder és conegut com el "pare de la música disco".

A la dècada del 1970, a Munic, Alemanya Occidental, els productors musicals Giorgio Moroder i Pete Bellotte van fer una contribució decisiva a la música disco amb una sèrie d'èxits per a Donna Summer, que es va conèixer com el "So de Munic". El 1975, Summer va suggerir la lletra "Love to Love You Baby" a Moroder i Bellotte, que van convertir la lletra en una cançó disco completa. El producte final, que contenia les vocalitzacions d'una sèrie d'orgasmes simulats, inicialment no estava pensat per al llançament, però quan Moroder la va tocar als clubs va causar sensació i la va publicar. La cançó es va convertir en un èxit internacional, arribant a les llistes de molts països europeus i dels Estats Units (número 2). S'ha descrit com l'arribada de l'expressió del desig sexual femení cru a la música pop. Es va publicar un senzill de 12 polzades de gairebé 17 minuts. El senzill de 12 polzades es va convertir i continua sent un estàndard a les discoteques avui dia.
"Love to Love You Baby" de Donna Summer, que va arribar al número 2 de les llistes de Billboard el 1976, es considera un himne feminista i un element bàsic del gènere. Billboard va classificar recentment la cançó com a número 1 a la seva llista de "Les 34 millors cançons disco de tots els temps". Summer apareix als sis primers llocs de la llista.
El 1976, la versió de Donna Summer de "Could It Be Magic" va portar la música disco encara més al corrent principal. El 1977, Summer, Moroder i Bellotte van publicar "I Feel Love", com a cara B de "Can't We Just Sit Down (And Talk It Over)", que va revolucionar la música dance amb la seva producció principalment electrònica i va ser un èxit mundial massiu, generant el subgènere Hi-NRG. Giorgio Moroder va ser descrit per AllMusic com "un dels principals arquitectes del so disco". Un altre projecte de música disco reeixit de Moroder en aquell moment va ser Munich Machine (1976–1980).
Boney M. (1974–1986) va ser un grup de música euro disco d'Alemanya Occidental format per quatre cantants i ballarins de les Índies Occidentals, creat pel productor discogràfic Frank Farian. Boney M. va arribar a les llistes d'èxits mundials amb cançons com ara "Daddy Cool" (1976), "Ma Baker" (1977) i "Rivers Of Babylon" (1978). Un altre grup disco d'èxit de l'Alemanya Occidental va ser Silver Convention (1974–1979). El grup alemany Kraftwerk també va tenir una influència en la música euro disco.

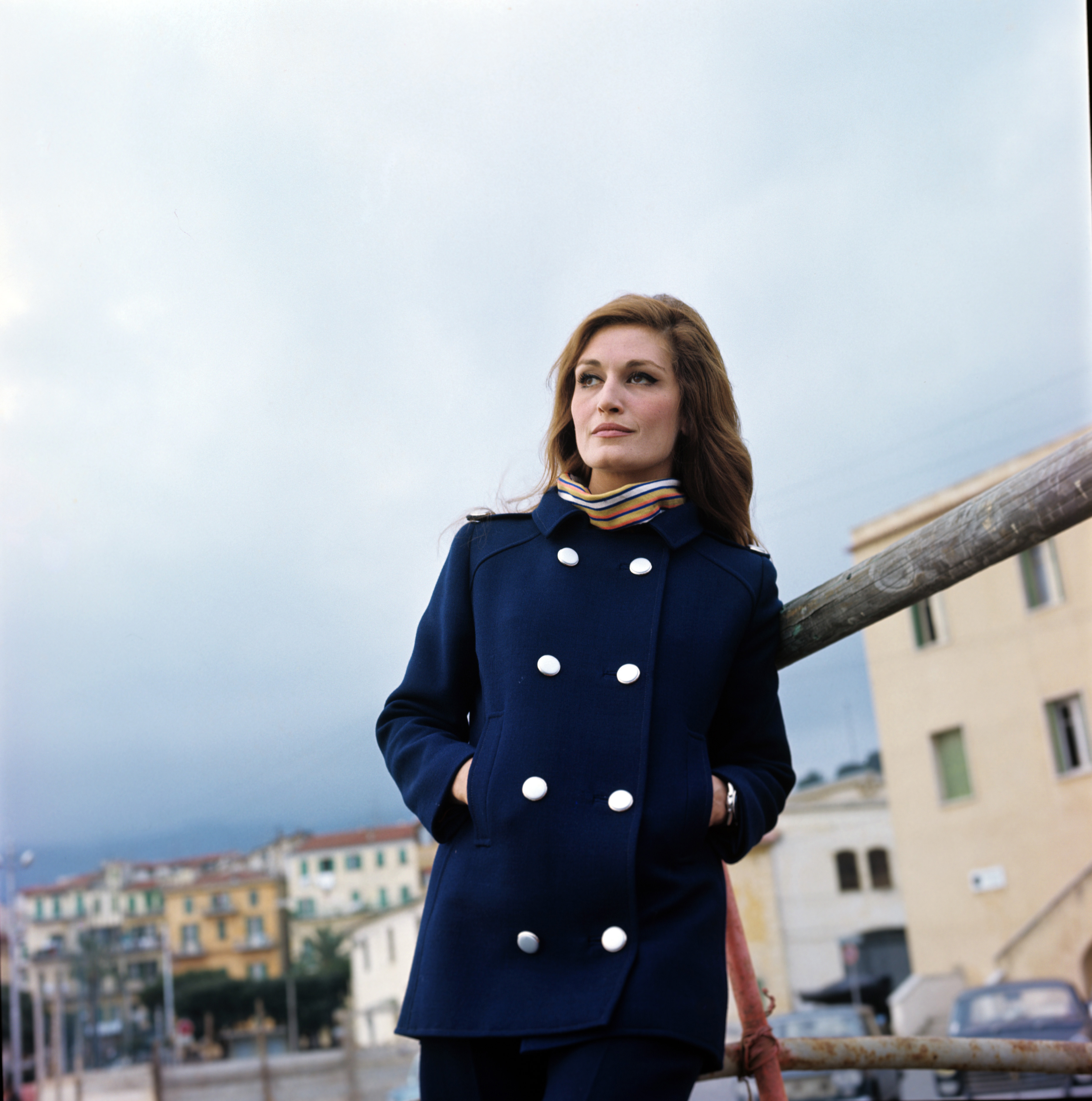
Dalida el 1967.

A França, Dalida va publicar "J'attendrai" ("Esperaré") el 1975, que també va tenir èxit al Canadà, Europa i Japó. Dalida es va adaptar amb èxit a la música disco i va publicar almenys una dotzena de cançons que van arribar al top 10 d'Europa. Claude François, que es va reinventar com el "rei de la música disco francesa", va publicar "La plus belle chose du monde", una versió francesa de la cançó dels Bee Gees " Massachusetts ", que va tenir èxit al Canadà i Europa, i "Alexandrie Alexandra" es va publicar pòstumament el dia del seu enterrament i es va convertir en un èxit mundial. Les primeres cançons de Cerrone, "Love in C Minor" (1976), "Supernature" (1977) i "Give Me Love" (1978) van tenir èxit als Estats Units i Europa. Un altre artista de música disco europea va ser la diva francesa Amanda Lear, on el so de la música disco europea s'escolta més a "Enigma (Give a Bit of Mmh to Me)" (1978). El productor francès Alec Costandinos va formar el grup de música disco europea Love and Kisses (1977–1982).
A Itàlia, Raffaella Carrà va ser l'artista de música eurodisco amb més èxit, juntament amb La Bionda, Hermanas Goggi (Loretta i Daniela Goggi) i Oliver Onions. El seu senzill internacional més popular va ser "Tanti auguri" ("Els millors desitjos"), que s'ha convertit en una cançó popular entre el públic gai . La cançó també es coneix amb el títol en castellà "Hay que venir al sur" (que fa referència al sud d'Europa, ja que la cançó va ser gravada a Espanya). La versió estoniana de la cançó "Jätke võtmed väljapoole" va ser interpretada per Anne Veski . "A far l'amore comienza tu" ("Per fer l'amor, el teu moviment és el primer") va ser un altre èxit per a ella internacionalment, conegut en castellà com "En el amor todo es empezar", en alemany com "Liebelei", en francès com "Puisque tu l'aimes dis le lui" i en anglès com "Do It, Do It Again". Va ser la seva única entrada a la llista de senzills del Regne Unit, arribant al número 9, on continua sent una "one-hit wonder ". El 1977, va gravar un altre senzill d'èxit, "Fiesta" ("The Party" en anglès) originalment en castellà, però després el va gravar en francès i italià després que la cançó arribés a les llistes. "A far l'amore comincia tu" també va ser versionada en turc per l'estrella del pop turca Ajda Pekkan com a "Sakın Ha" el 1977.
Recentment, Carrà ha rebut una nova atenció per la seva aparició com a solista femenina en una actuació televisiva de 1974 de la cançó experimental i en galimaties "Prisencolinensinainciusol " (1973) d'Adriano Celentano. Un vídeo remesclat on apareixia ballant es va fer viral a Internet el 2008.  El 2008, un vídeo d'una actuació del seu únic senzill d'èxit al Regne Unit, "Do It, Do It Again", va aparèixer a l'episodi "Midnight" de Doctor Who. Rafaella Carrà va treballar amb Bob Sinclar en el nou senzill "Far l'Amore", que es va publicar a YouTube el 17 de març de 2011. La cançó va arribar a les llistes d'èxits de diferents països europeus. També hi ha destacats artistes europeus de música disco, Spargo (banda), Time Bandits (banda) i Luv' dels Països Baixos.
L'euro disco va continuar evolucionant dins de l'escena musical pop convencional, fins i tot quan la popularitat de la música disco va disminuir dràsticament als Estats Units, abandonada per les principals discogràfiques i productors nord-americans. A través de la influència de l'italo disco, també va tenir un paper en l'evolució de la música house primerenca a principis dels anys vuitanta i en formes posteriors de música electrònica de ball, inclosa l'eurodance de principis dels 90.

### 1977–1979: Preeminència del pop

###### Febre del dissabte nit(John Badham, 1977)
El desembre de 1977 es va estrenar la pel·lícula Saturday Night Fever . Va ser un gran èxit i la seva banda sonora es va convertir en un dels àlbums més venuts de tots els temps. La idea de la pel·lícula va sorgir d'un article de la revista New York Magazine del 1976 titulat "Tribal Rites of the New Saturday Night", que suposadament feia una crònica de la cultura disco a mitjans dels anys setanta a la ciutat de Nova York, però més tard es va revelar que havia estat inventada. Alguns crítics van dir que la pel·lícula va "integrar" la música disco, fent-la més acceptable per als homes blancs heterosexuals. Molts historiadors de la música creuen que l'èxit de la pel·lícula i la banda sonora va allargar la vida de l'era disco diversos anys.
Organitzada al voltant de la cultura de les discoteques suburbanes i el personatge de Tony Manero, interpretat per John Travolta (cosa que li va valer una nominació a l'Oscar al millor actor), Saturday Night Fever es va convertir en un fenomen cultural que va reformular la pista de ball com un lloc per a la masculinitat patriarcal i el festeig heterosexual. Aquesta transformació va alinear la música disco amb els interessos del mercat de masses percebut, dirigint-se específicament al públic suburbà i de la classe mitjana americana.
La representació de la pista de ball a *aturday Night Fever*va marcar una reapropiació per part de la cultura masculina heterosexual, convertint-la en un espai perquè els homes mostressin la seva destresa i busquessin parelles del sexe oposat. La pel·lícula va popularitzar l'enrenou, un ball social llatí, reforçant la centralitat de la parella heterosexual en l'intercanvi disco. Cal destacar que la banda sonora, dominada pels Bee Gees, es va arriscar a presentar la disco com una nova encarnació del pop blanc estrident, desviant-se dels seus orígens diversos i inclusius. L'èxit de *Saturday Night Fever* va ser sense precedents, trencant rècords de taquilla i de venda d'àlbums. Malauradament, el seu impacte va anar més enllà de la mera popularitat. La pel·lícula va establir un model per a la disco que era fàcilment reproduïble, però completament desequeritzat en la seva perspectiva. En reduir la narrativa per encaixar en els ideals convencionals de la cultura heterosexual suburbana, la pel·lícula va contribuir a una versió distorsionada i mercantilitzada de la disco.

### La discoteca esdevé mainstream
Els Bee Gees van utilitzar el falset de Barry Gibb per aconseguir èxits com ara "You Should Be Dancing", "Stayin' Alive", "Night Fever", "More Than A Woman", "Love You Inside Out" i "Tragedy". Andy Gibb, germà petit dels Bee Gees, va seguir amb senzills en solitari d'estil similar com ara "I Just Want to Be Your Everything", "(Love Is) Thicker Than Water" i "Shadow Dancing".
El 1978, la versió disco de vinil de "MacArthur Park" de Donna Summer, que va vendre diversos milions de còpies, va ser el número u de la llista Billboard Hot 100 durant tres setmanes i va ser nominada al premi Grammy a la millor interpretació vocal pop femenina. La gravació, que es va incloure com a part de la "MacArthur Park Suite" del seu doble àlbum en directe Live and More, tenia una durada de vuit minuts i 40 segons a l'àlbum. La versió més curta de vinil de set polzades de "MacArthur Park" va ser el primer senzill de Summer a arribar al número u de la llista Hot 100; però, no inclou el segon moviment baladí de la cançó. Un remix de "MacArthur Park" de Summer del 2013 va encapçalar les llistes de dansa de Billboard, marcant cinc dècades consecutives amb una cançó número u a les llistes. Des de mitjans de 1978 fins a finals de 1979, Summer va continuar publicant senzills com ara "Last Dance", "Heaven Knows" (amb Brooklyn Dreams), "Hot Stuff", "Bad Girls", "Dim All the Lights" i "On the Radio", totes cançons molt reeixides, que van arribar al top 5 o més a les llistes de cançons pop de Billboard
El grup Chic va ser format principalment pel guitarrista Nile Rodgers —un autodescrit com a "hippie de carrer" de finals dels anys seixanta a Nova York— i el baixista Bernard Edwards. El seu popular senzill de 1978, "Le Freak", es considera una cançó icònica del gènere. Altres cançons d'èxit de Chic inclouen les sovint samplejades "Good Times" (1979), " I Want Your Love" (1979) i "Everybody Dance" (1979). El grup es considerava la banda de rock del moviment disco que feia realitat els ideals de pau, amor i llibertat del moviment hippie. Cada cançó que van escriure va ser escrita amb la intenció de donar-li un "significat profund i ocult" o DHM.
Sylvester, un cantant extravagant i obertament gai famós per la seva veu de falset, va aconseguir els seus èxits disco més grans a finals de 1978 amb "You Make Me Feel (Mighty Real)" i "Dance (Disco Heat)". Es diu que el seu estil de cant va influir en el cantant Prince. En aquell moment, la música disco era una de les formes de música més obertes als artistes gais.
The Village People va ser un grup de cant i ball creat per Jacques Morali i Henri Belolo per dirigir-se al públic gai de la música disco. Eren coneguts pels seus vestits a l'escenari, representant feines i minories ètniques típicament masculines, i van aconseguir un èxit general amb la seva cançó d'èxit de 1978 " Macho Man ". Altres cançons inclouen "YMCA" (1979) i "In the Navy" (1979).
També cal destacar "Disco Inferno" (1976) de The Trammps (1978, reedició a causa de la popularitat obtinguda amb la banda sonora de Saturday Night Fever ), " Boogie Nights " (1977) de Heatwave, " Shame " (1977) d'Evelyn "Champagne" King, "Boogie Oogie Oogie" (1978) d'A Taste of Honey, "Got to Be Real" (1978) de Cheryl Lynn, "I Love the Nightlife" (1978) d'Alicia Bridges, "Born to Be Alive" (1978) de Patrick Hernandez, "September" (1978) i "Boogie Wonderland" (1979) d'Earth, Wind & Fire, "Shake Your Groove Thing" (1978) de Peaches & Herb, "We Are Family" i "He's the Greatest Dancer" de Sister Sledge (ambdues de 1979), i "Ain't No. "Stoppin' Us Now" (1979), "Ring My Bell" d'Anita Ward (1979), "Ladies' Night" (1979) i "Celebration" (1980) de Kool & the Gang, "And the Beat Goes On" (1979) de The Whispers, "What Cha Gonna Do with My Lovin'" (1979) de Stephanie Mills, "Funkytown " (1980) de Lipps Inc., "Stomp!" (1980) de The Brothers Johnson, "Give Me the Night" (1980) de George Benson, "Sunset People" (1980) de Donna Summer, i els diversos intents de Walter Murphy de portar la música clàssica al corrent principal, sobretot la cançó disco "A Fifth of Beethoven" (1976), que es va inspirar en la cinquena simfonia de Beethoven.

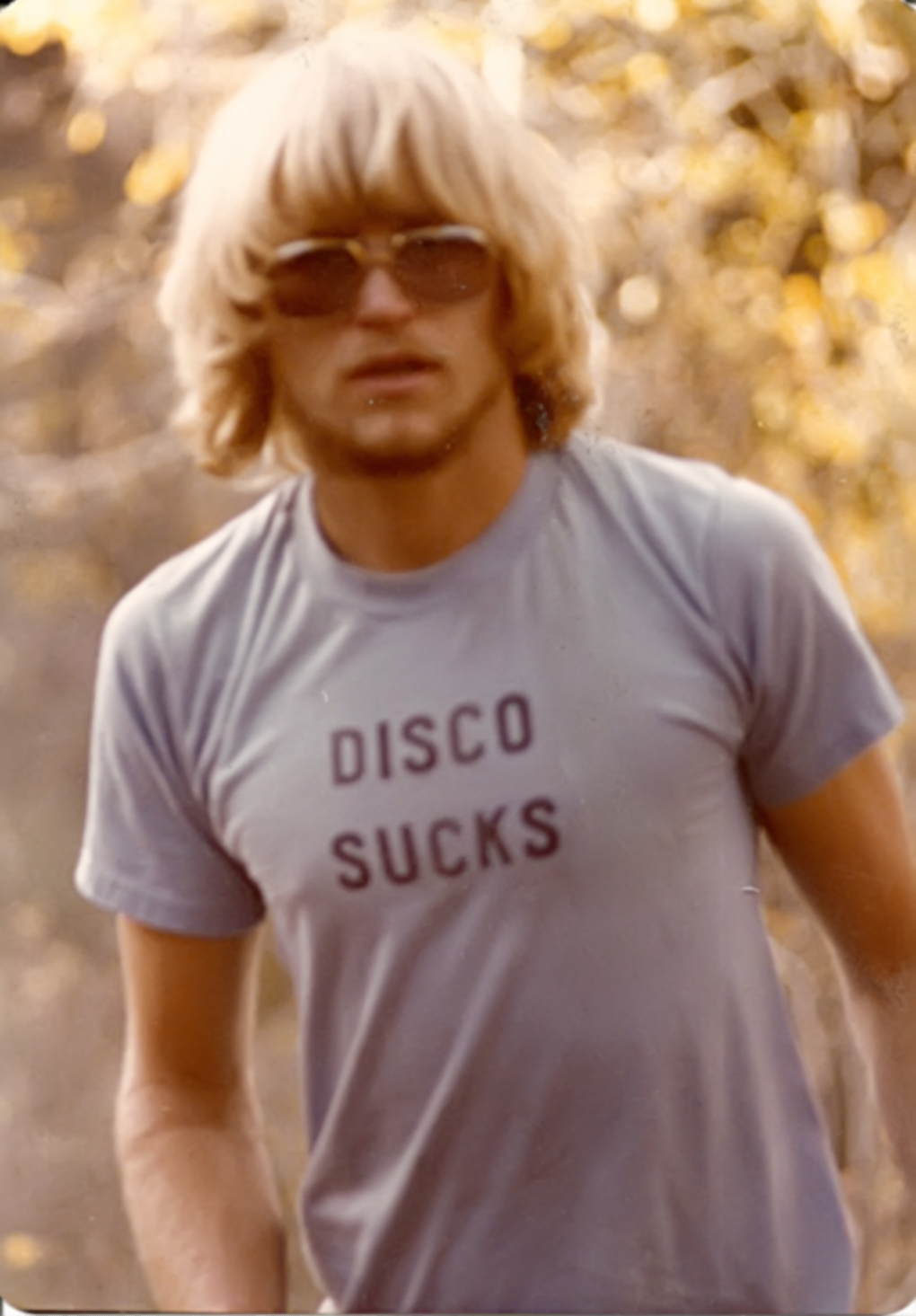
Un home amb una samarreta que diu "la discoteca és una merda".

### 1979–1981: Controvèrsia i disminució de popularitat
A finals de la dècada de 1970, es va desenvolupar un sentiment anti-disco entre els fans i músics de la música rock, especialment als Estats Units. La música disco va ser criticada per ser irreflexiva, consumista, sobreproduïda i escapista. Els lemes "La música disco és una merda" i "Mort a la música disco" es van fer comuns. Artistes de rock com Rod Stewart i David Bowie, que van afegir elements disco a la seva música, van ser acusats de vendre's.
La subcultura punk dels Estats Units i el Regne Unit sovint era hostil a la música disco, tot i que, al Regne Unit, a molts dels primers fans dels Sex Pistols, com ara el Bromley Contingent i Jordan, els agradava la música disco, i sovint es reunien en discoteques com el Louise's del Soho i el Sombrero del Kensington. La cançó "Love Hangover" de Diana Ross, l'himne de la música house del primer club, va ser citada com una de les favorites de molts dels primers punks del Regne Unit. La pel·lícula The Great Rock 'n' Roll Swindle i el seu àlbum de la banda sonora contenien un popurri disco de cançons dels Sex Pistols, titulat Black Arabs i acreditat a un grup del mateix nom.
Tanmateix, Jello Biafra dels Dead Kennedys, a la cançó "Saturday Night Holocaust", va comparar la música disco amb la cultura de cabaret de l'Alemanya de l'època de Weimar per la seva apatia envers les polítiques governamentals i el seu escapisme. Mark Mothersbaugh de Devo va dir que la música disco era "com una dona bonica amb un cos fantàstic i sense cervell", i un producte de l'apatia política d'aquella època. El cineasta experimental Wheeler Winston Dixon la va qualificar de "absolutament cerebralment morta", la ràdio disco les 24 hores del dia com a "simplement horrible" i Studio 54 li va semblar "realment avorrida i elitista" i "tot allò contra què estava" (favorint CBGB, que va qualificar de "una mena de refugi", i artistes de la New Wave com Blondie, The Ramones i Television). David Byrne, cantant principal de The Talking Heads, va comentar a les notes del disc de l'àlbum recopilatori Once in a Lifetime: The Best of Talking Heads sobre la lletra de la seva cançó de 1979 "Life During Wartime" ("això no és una festa, això no és una discoteca, això no és cap broma")
El crític de rock de Nova Jersey, Jim Testa, va escriure "Put a Bullet Through the Jukebox", una crítica vitriòlica contra la música disco que es va considerar una crida a les armes del punk. Steve Hillage, poc abans de la seva transformació de músic de rock progressiu a artista electrònic a finals dels anys 70 amb la inspiració de la música disco, va decebre els seus fans rockers admetent el seu amor per la música disco, i Hillage va recordar "és com si hagués matat el seu gat".
El sentiment anti-disco es va expressar en alguns programes de televisió i pel·lícules. Un tema recurrent al programa WKRP a Cincinnati va ser una actitud hostil envers la música disco. En una escena de la pel·lícula de comèdia de 1980 Airplane!, un avió desviat talla una torre de ràdio amb la seva ala, deixant inactiva una emissora de ràdio exclusivament disco. El 12 de juliol de 1979 va ser conegut com "el dia que la discoteca va morir" a causa de la Disco Demolition Night, una manifestació anti-disco en un doble partit de beisbol al Comiskey Park de Chicago. Els DJ de l'emissora de rock Steve Dahl i Garry Meier, juntament amb Michael Veeck, fill del propietari dels Chicago White Sox, Bill Veeck, van organitzar l'esdeveniment promocional per als fans del rock descontents entre els partits d'un doble partit dels White Sox que va involucrar l'explosió de discos de disco al camp central. Quan el segon partit estava a punt de començar, la multitud sorollosa va irrompre al camp i va procedir a calar focs i arrencar seients i trossos de gespa. El Departament de Policia de Chicago va fer nombroses detencions, i els extensos danys al camp van obligar els White Sox a perdre el segon partit contra els Detroit Tigers, que havien guanyat el primer.
La disminució de popularitat de la música disco després de la Disco Demolition Night va ser ràpida. El 12 de juliol de 1979, els sis primers discos de les llistes musicals dels Estats Units eren cançons disco. El 22 de setembre no hi havia cançons disco a la llista Top 10 dels Estats Units, amb l'excepció de la cançó instrumental "Rise" de Herb Alpert, una composició de jazz suau amb alguns matisos disco. Alguns mitjans de comunicació, en tons de celebració, van declarar la música disco morta i el rock reviscut. Karen Mixon Cook, la primera DJ de música disco, va declarar que la gent encara fa una pausa cada 12 de juliol per un minut de silenci en honor a la música disco. Dahl va declarar en una entrevista del 2004 que la música disco "probablement estava a punt de desaparèixer [en aquell moment]. Però crec que [la Disco Demolition Night] va accelerar la seva desaparició".

### Impacte en la indústria musical
El moviment anti-disco, combinat amb altres factors socials i de la indústria de la ràdio, va canviar la cara de la ràdio pop en els anys posteriors a la Disco Demolition Night. A partir de la dècada de 1980, la música country va començar un lent ascens a les llistes d'èxits. Emblemàtic de l'ascens de la música country a la popularitat general va ser l'èxit comercial de la pel·lícula Urban Cowboy de 1980. La contínua popularitat del power pop i el renaixement dels clàssics a finals dels anys setanta també van estar relacionats amb el declivi de la música disco; la pel·lícula Grease de 1978 va ser emblemàtica d'aquesta tendència. Casualment, l'estrella d'ambdues pel·lícules va ser John Travolta, que el 1977 havia protagonitzat Saturday Night Fever, que continua sent una de les pel·lícules disco més icòniques de l'època.
Durant aquest període de declivi de la popularitat de la música disco, diverses companyies discogràfiques van tancar, es van reorganitzar o es van vendre. El 1979, MCA Records va comprar ABC Records, va absorbir alguns dels seus artistes i després va tancar el segell. Midsong International Records va deixar d'operar el 1980. El fundador de RSO Records, Robert Stigwood, va deixar el segell el 1981 i TK Records va tancar el mateix any. Salsoul Records continua existint a la dècada del 2000, però principalment s'utilitza com a marca de reedició. Casablanca Records havia estat publicant menys discos a la dècada del 1980 i va ser tancada el 1986 per l'empresa matriu PolyGram.
Molts grups que van ser populars durant el període disco van tenir dificultats per mantenir el seu èxit, fins i tot els que van intentar adaptar-se als gustos musicals en evolució. Els Bee Gees, per exemple, es van retirar del corrent principal del pop a principis dels anys vuitanta i van passar la primera meitat de la dècada component i produint material d'èxit per a altres artistes com Barbra Streisand i Dionne Warwick, i finalment van tornar amb ESP el 1987, que va generar l'èxit You Win Again al seu país d'origen, mentre que als Estats Units només van tenir una entrada al top 10 ("One" del 1989) i tres cançons més al top 40, i la mateixa banda havia abandonat en gran mesura la disco a les seves cançons dels anys vuitanta i noranta. Chic mai va tornar a arribar al top 40 després que "Good Times" encapçalés la llista a l'agost de 1979. Del grapat de grups que no van caure per la caiguda en desgràcia de la disco, destaquen Kool and the Gang, Donna Summer, The Jacksons i Gloria Gaynor en particular. Tot i haver ajudat a definir el so disco des del principi, van continuar fent cançons populars i ballables, encara que més refinades, per a una altra generació de fans de la música a la dècada de 1980 i més enllà. Earth, Wind & Fire també va sobreviure a la tendència anti-disco i va continuar produint senzills d'èxit aproximadament al mateix ritme durant diversos anys més, a més d'una sèrie encara més llarga d'èxits a les llistes d'èxits de R&B que va durar fins a la dècada de 1990. Algunes cançons disco populars llançades després de Disco Demolition Night inclouen "Steppin' Out" de Kool & the Gang (1981), "In the Middle" d'Unlimited Touch (1981), "I'm Coming Out" de Diana Ross (1980), "My Feet Keep Dancing" de Chic (1979), "Funkytown" de Lipps Inc. (1980), "Lady (You Bring Me Up)" dels Commodores (1981) i "All American Girls" de Sister Sledge (1981).

### Factors que contribuiren al declivi de la música disco
Entre els factors que s'han citat com a causa del declivi de la música disco als Estats Units hi ha els canvis econòmics i polítics a finals dels anys setanta, així com l'esgotament dels estils de vida hedonistes dels participants. En els anys posteriors a la Disco Demolition Night, alguns crítics socials han descrit el moviment "Disco sucks" com a implícitament masclista i intolerant, i un atac a les cultures no blanques i no heterosexuals. També es va vincular a una "reacció" cultural més àmplia, el moviment cap al conservadorisme, que també va entrar a la política nord-americana amb l'elecció del president conservador Ronald Reagan el 1980, que també va conduir al control republicà del Senat dels Estats Units per primera vegada des del 1954, a més del posterior ascens de la dreta religiosa al mateix temps.
Steve Dahl, que havia encapçalat la Disco Demolition Night, va negar qualsevol matís racista o homòfob a la promoció, dient: "És molt fàcil mirar-ho històricament, des d'aquesta perspectiva, i adjuntar-hi totes aquestes coses. Però no pensàvem així", eren "nois pixant sobre un gènere musical". S'ha observat que els crítics de punk rock britànics de la música disco donaven molt suport al gènere reggae pro-negre/antiracista, així com al moviment dels nous romàntics més pro-gai. Christgau i Jim Testa han dit que hi havia raons artístiques legítimes per ser crítics amb la música disco.
El 1979, la indústria musical dels Estats Units va patir la seva pitjor recessió en dècades, i la música disco, malgrat la seva popularitat massiva, va ser culpada. El so orientat al productor tenia dificultats per barrejar-se bé amb el sistema de màrqueting orientat als artistes de la indústria. Harold Childs, vicepresident sènior d'A&M Records, va dir al Los Angeles Times que "la ràdio està realment desesperada per productes de rock" i "tots busquen rock-n-roll blanc".

### 1981–1989: Conseqüències

###### El naixement de la música electrònica de ball
La música disco va ser fonamental en el desenvolupament de gèneres de música electrònica de ball com el house, el techno i l'eurodance. La cançó de l'eurodance "I Feel Love", produïda per Giorgio Moroder per a Donna Summer el 1976, ha estat descrita com una fita i un model per a la música electrònica de ball perquè va ser la primera a combinar bucles repetitius de sintetitzador amb un bombo continu de quatre a la pista i un charles fora de ritme, que es convertiria en una característica principal del techno i el house deu anys més tard.
Durant els primers anys de la dècada de 1980, el so disco tradicional caracteritzat per arranjaments complexos interpretats per grans conjunts de músics de sessió d'estudi (inclosa una secció de vents i una secció de corda orquestral) va començar a desaparèixer gradualment, i tempos més ràpids i efectes sintetitzats, acompanyats de guitarra i fons simplificats, van moure la música de ball cap als gèneres electrònics i pop, començant amb el hi-NRG. Malgrat la seva disminució de popularitat, l'anomenada música de club i la disco d'estil europeu van seguir tenint un èxit relatiu a principis i mitjans de la dècada de 1980 amb cançons com "Japanese Boy" d' Aneka, "It's Raining Men" de The Weather Girls, "Two of Hearts" de Stacey Q, "You Spin Me Round (Like a Record)" de Dead or Alive, "Self Control" de Laura Branigan i "Tarzan Boy" de Baltimora. Tanmateix, un renaixement de la disco d'estil tradicional anomenat nu-disco ha estat popular des de la dècada de 1990.
La música house va mostrar una forta influència de la música disco, motiu pel qual la música house, tenint en compte el seu enorme èxit en la configuració de la música electrònica de ball i la cultura de club contemporània, sovint es descriu com "la venjança de la disco". La música house primerenca era generalment música basada en el ball caracteritzada per ritmes repetitius a quatre bandes, ritmes proporcionats principalment per caixes de ritmes, plats de charles sense ritme i línies de baix sintetitzades. Tot i que la música house mostrava diverses característiques similars a la música disco, era més electrònica i minimalista, i el ritme repetitiu de la música house era més important que la cançó en si. A més, la música house no utilitzava les exuberants seccions de corda que eren una part clau del so disco.

## Llegat

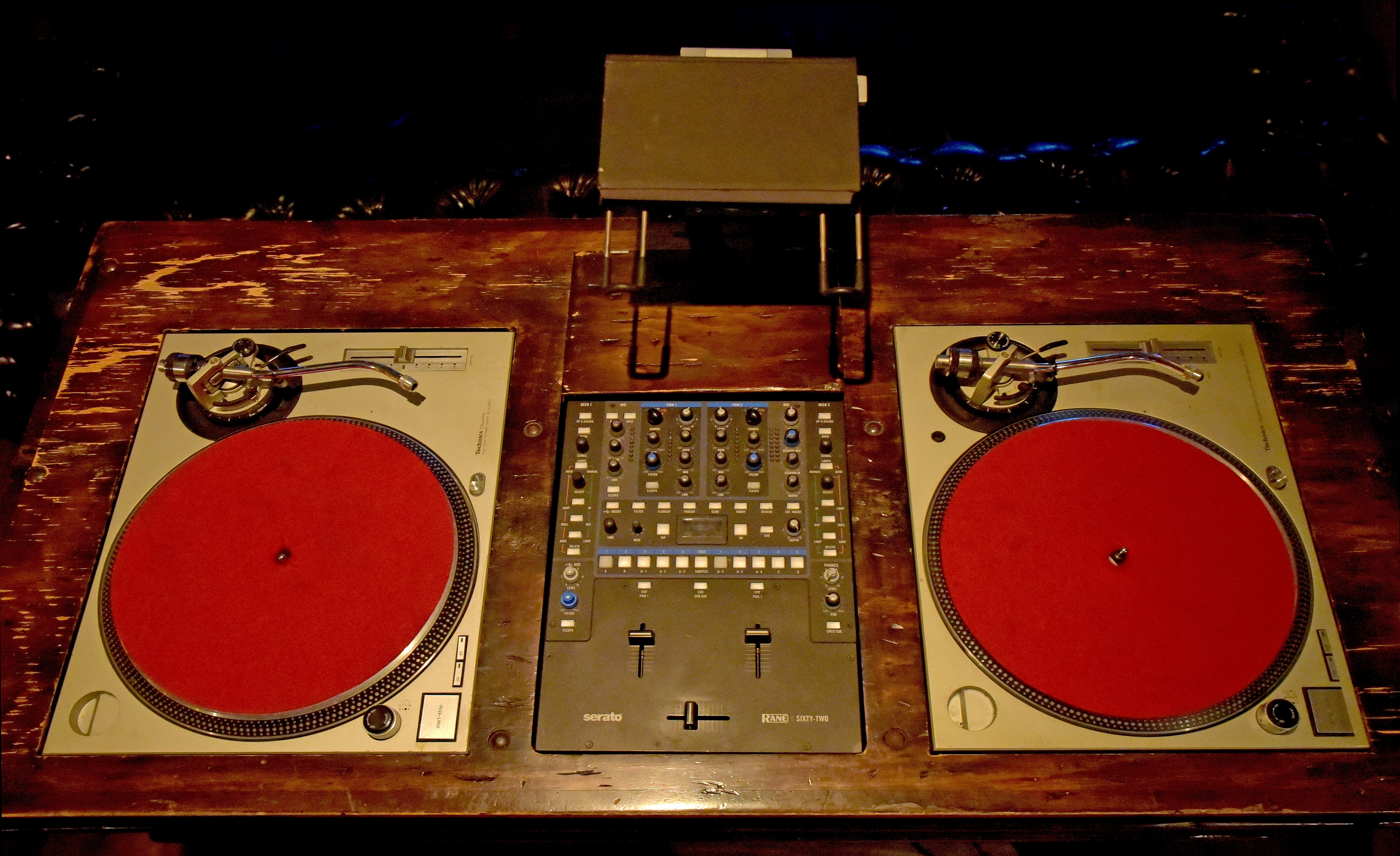
Estació de DJ clàssica. Un mesclador de DJ es col·loca entre dos tocadiscos Technics SL-1200 MK 2.

### Cultura DJ
La creixent popularitat de la música disco va anar de la mà dels desenvolupaments en el paper del DJ. El DJing es va desenvolupar a partir de l'ús de múltiples tocadiscos i mescladors de DJ per crear una barreja contínua i fluida de cançons, amb una cançó passant a una altra sense interrupcions a la música que interrompessin el ball. La barreja de DJ resultant diferia de les formes anteriors de música dance dels anys seixanta, que estaven orientades a actuacions en directe de músics. Al seu torn, va afectar l'arranjament de la música dance, ja que les cançons de l'era disco normalment contenien inicis i finals marcats per un ritme o riff simple que es podia utilitzar fàcilment per fer la transició a una nova cançó. El desenvolupament del DJing també es va veure influenciat per noves tècniques de tocadiscos, com ara el beatmatching i el scratching, un procés facilitat per la introducció de noves tecnologies de tocadiscos com el Technics SL-1200 MK 2, venut per primera vegada el 1978, que tenia un control de to variable precís i un motor d'accionament directe. Els DJ sovint eren àvids col·leccionistes de discos, que buscaven a les botigues de discos usats discos de soul obscurs i enregistraments de funk vintage. Els DJ van ajudar a presentar discos poc comuns i nous artistes al públic dels clubs.

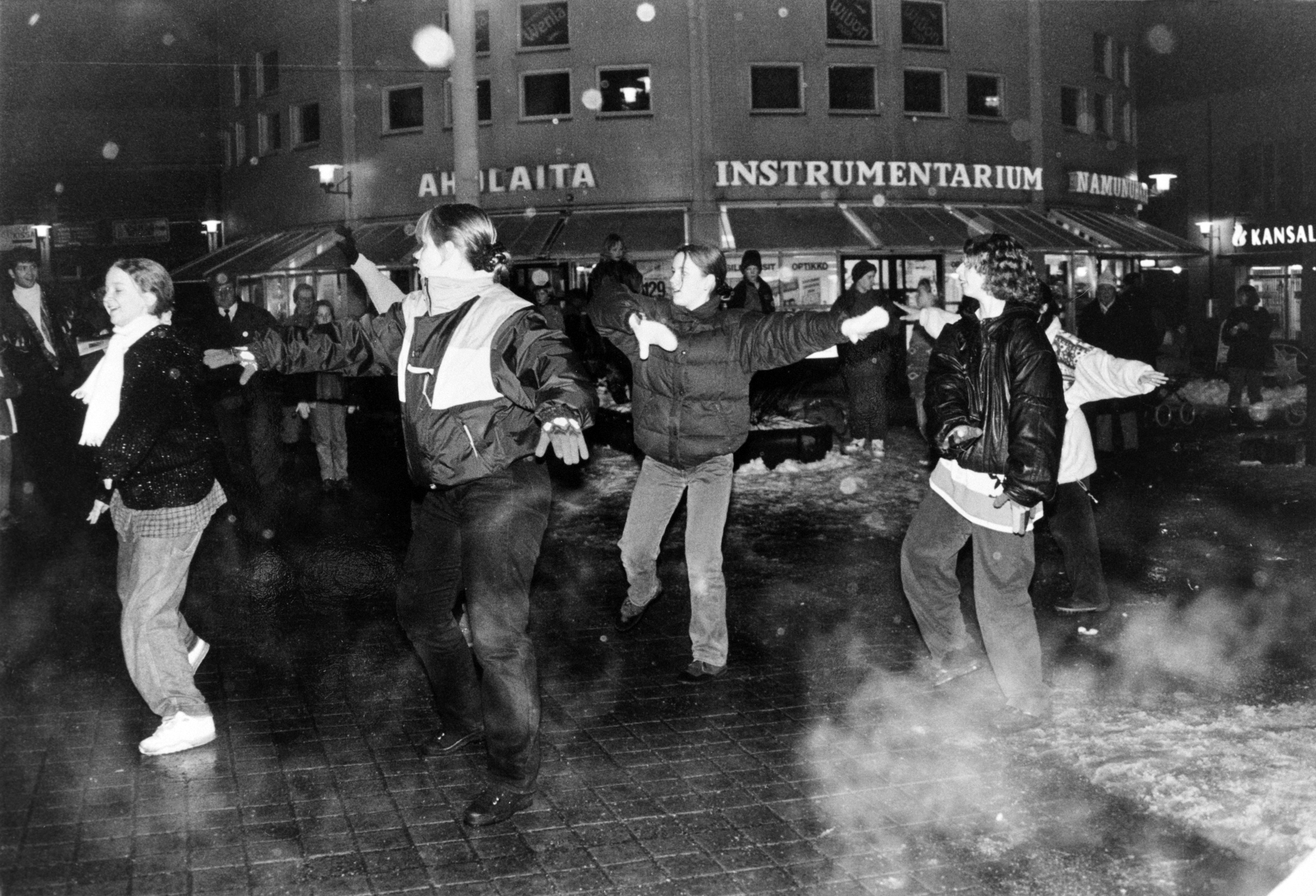
Actuació de ball disco al 30è aniversari de Kontula a Hèlsinki, Finlàndia, el 1994

A la dècada del 1970, els DJ individuals van guanyar protagonisme, i alguns DJ, com ara Larry Levan, el resident del Paradise Garage, Jim Burgess, Tee Scott i Francis Grasso, es van fer famosos a l'escena disco. Levan, per exemple, va desenvolupar un culte entre els assistents a les discoteques, que es referien a les seves sessions de DJ com a "missa del dissabte". Alguns DJ utilitzaven gravadores de cinta de bobina a bobina per fer remescles i edicions de cançons en cinta. Alguns DJ que feien remescles van fer la transició de la cabina de DJ a convertir-se en productors de discos, sobretot Burgess. Scott va desenvolupar diverses innovacions. Va ser el primer DJ de disco a utilitzar tres tocadiscos com a fonts de so, el primer a reproduir simultàniament dos discos amb el ritme coincident, el primer a utilitzar unitats d'efectes electrònics a les seves mescles, i va ser un innovador en la mescla de diàlegs de pel·lícules conegudes, normalment durant una pausa de percussió. Aquestes tècniques de mescla també es van aplicar a DJ de ràdio, com ara Ted Currier de WKTU i WBLS. Grasso és particularment conegut per haver tret la "professió de DJ de la servitud i [convertir] el DJ en el cap de cuina musical". Un cop va entrar a l'escena, el DJ ja no era responsable d'esperar el públic de peus a peu, complint totes les seves peticions de cançó. En canvi, amb una major agència i visibilitat, el DJ ara podia utilitzar les seves pròpies habilitats tècniques i creatives per preparar un especial nocturn de mescles innovadores, refinant el seu so i estètica personals i construint la seva pròpia reputació.

### Post-disco
El so post-disco i els gèneres que s'hi associen es van originar a les dècades de 1970 i principis de 1980 amb músics de R&B i post-punk centrats en un costat més electrònic i experimental de la música disco, generant boogie, italo disco i ball alternatiu. Inspirant-se en una àmplia gamma d'influències i tècniques no disco, com l'estil "one-man band" de Kashif i Stevie Wonder i els enfocaments alternatius de Parliament-Funkadelic, estava impulsat per sintetitzadors, teclats i caixes de ritmes. Entre els artistes post-disco hi ha D.Train, Patrice Rushen, ESG, Bill Laswell i Arthur Russell. La post-disco va tenir una influència important en el dance-pop i va ser un pont entre la música disco clàssica i formes posteriors de música electrònica de ball.

### Hip-hop primerenc
El so disco va tenir una forta influència en el hip-hop inicial. La majoria de les primeres cançons de hip-hop es van crear aïllant línies de baix disco existents i doblant-les amb rimes de MC. The Sugarhill Gang va utilitzar "Good Times" de Chic com a base per a la seva cançó de 1979 "Rapper's Delight", generalment considerada la cançó que va popularitzar per primera vegada la música rap als Estats Units i arreu del món.
Amb influències de sintetitzadors i Krautrock que van substituir la base disco anterior, va néixer un nou gènere quan Afrika Bambaataa va llançar el senzill "Planet Rock", generant una tendència de hip hop electrònic dance que inclou cançons com "Play at Your Own Risk" (1982) de Planet Patrol, "One More Shot" (1982) de C-Bank, "Club Underworld" (1984) de Cerrone, "Let the Music Play" (1983) de Shannon, "IOU" (1983) de Freeez, "Freak-a-Zoid" (1983) de Midnight Star i "I Feel For You" (1984) de Chaka Khan.

### Música house i cultura rave

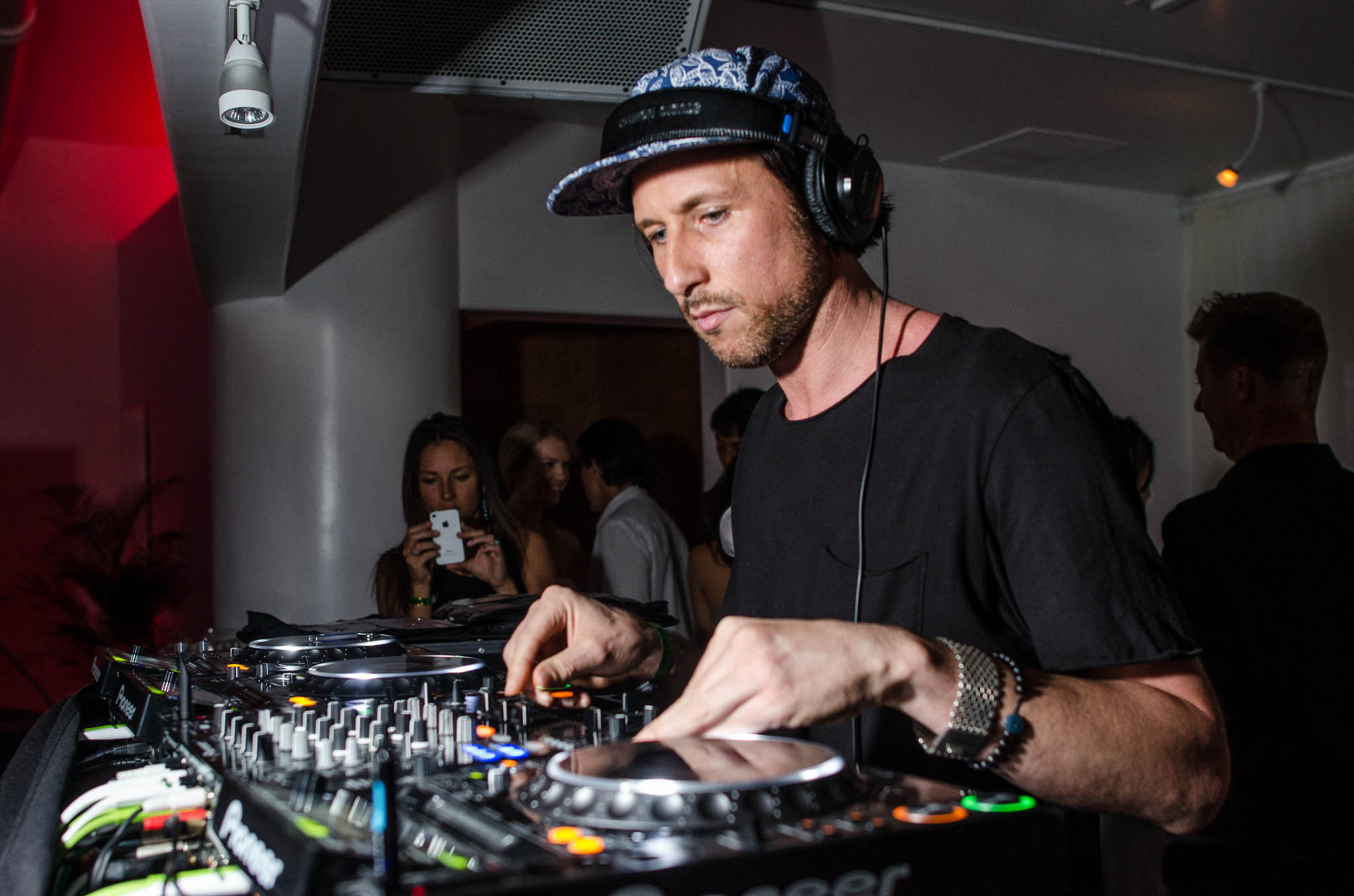
Igual que la música disco, la música house es basava en DJs que creaven mescles per a ballarins en clubs. A la imatge es veu el DJ Miguel Migs, mesclant amb reproductors de CDJ.

La música house és un gènere de música electrònica de ball que es va originar a Chicago a principis dels anys vuitanta. Es va estendre ràpidament a altres ciutats americanes com Detroit, on va evolucionar cap al techno més dur i industrial, Nova York (vegeu també: garage house) i Newark, totes les quals van desenvolupar les seves pròpies escenes regionals.
A mitjans i finals de la dècada de 1980, la música house es va popularitzar a Europa, així com a les principals ciutats de Sud-amèrica i Austràlia. L'èxit comercial dels primers anys de la música house a Europa va veure cançons com "Pump Up The Volume" de MARRS (1987), "House Nation" de House Master Boyz and the Rude Boy of House (1987), "Theme from S'Express" de S'Express (1988) i "Doctorin' the House" de Coldcut (1988) a les llistes d'èxits pop. Des de principis fins a mitjans de la dècada de 1990, la música house s'ha infusionat a la música pop i dance convencional de tot el món.
La música house de la dècada del 2010, tot i mantenir diversos d'aquests elements bàsics, en particular el bombo prominent a cada ritme, varia àmpliament en estil i influència, des del deep house amb ànima i atmosfèric fins a l'acid house més agressiu o el microhouse minimalista. La música house també s'ha fusionat amb diversos altres gèneres creant subgèneres de fusió, com l'euro house, el tech house, l'electro house i el jump house.

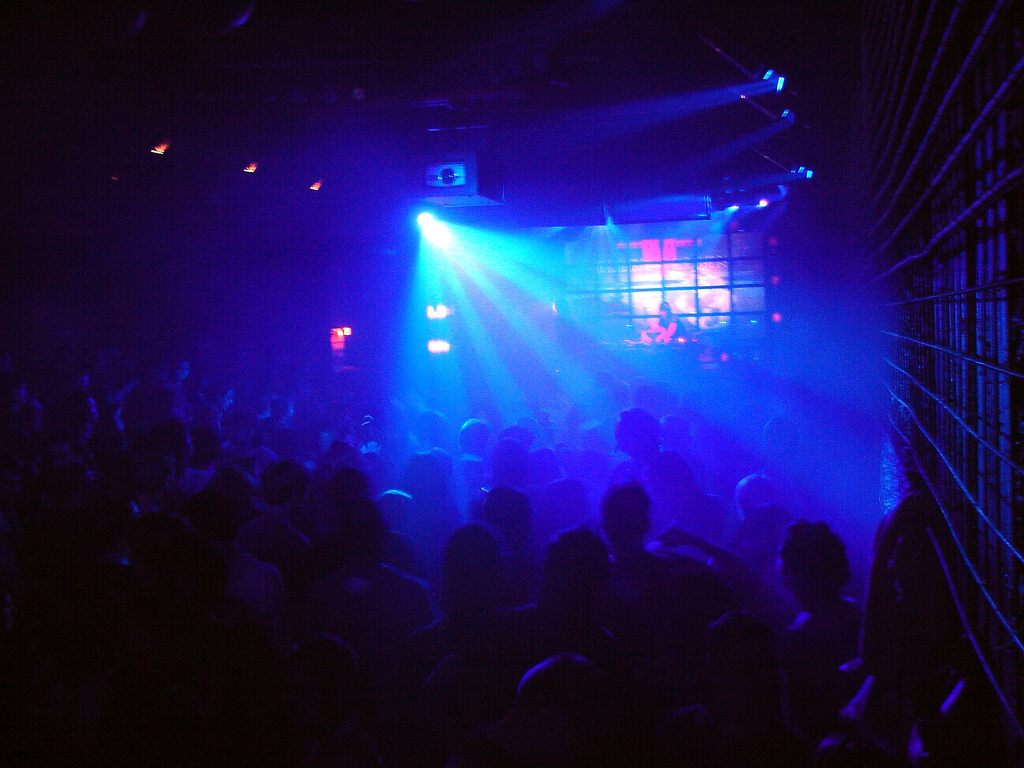
Llums intermitents en un esdeveniment de ball rave a Viena, 2005

A finals dels anys vuitanta i principis dels noranta, la cultura rave va començar a emergir de l'escena house i acid house. Igual que el house, va incorporar el mateix amor de la cultura disco per la música dance tocada per DJ sobre potents sistemes de so, l'exploració de drogues recreatives i drogues de club, la promiscuïtat sexual i l'hedonisme. Tot i que la cultura disco va començar de manera clandestina, finalment va prosperar al corrent principal a finals dels anys setanta, i les grans discogràfiques van mercantilitzar i envasar la música per al consum massiu. En canvi, la cultura rave va començar de manera clandestina i es va mantenir (majoritàriament) clandestina. En part, això va ser per evitar l'animositat que encara envoltava la música disco i dance. L'escena rave també es va mantenir clandestina per evitar l'atenció de les forces de l'ordre que es dirigia a la cultura rave a causa del seu ús de magatzems secrets i no autoritzats per a alguns esdeveniments de ball i la seva associació amb drogues il·legals de club com l'èxtasi.

## Post-punk
El moviment post-punk que es va originar a finals dels anys setanta va donar suport a la ruptura de les regles del punk rock alhora que va rebutjar el seu retorn a la música rock crua. El mantra del post-punk d'avançar constantment es va prestar tant a l'obertura com a l'experimentació amb elements de la música disco i altres estils. Public Image Limited es considera el primer grup post-punk. El segon àlbum del grup, Metal Box, va adoptar plenament la metodologia de "l'estudi com a instrument" de la música disco. El fundador del grup, John Lydon, l'excantant principal dels Sex Pistols, va dir a la premsa que la música disco era l'única música que li importava en aquell moment.
ElNo wave era un subgènere del post-punk centrat a la ciutat de Nova York. Per impactar, James Chance, un membre notable de l'escena no wave, va escriure un article a l'East Village Eye instant els seus lectors a traslladar-se al centre de la ciutat i "activar-se amb una mica de disco voodoo funk superradioactiu". La seva banda, James White and the Blacks, va escriure un àlbum disco titulat Off White. Les seves actuacions s'assemblaven a les dels artistes disco (secció de vents, ballarins, etc.). El 1981, ZE Records va liderar la transició del no wave al gènere disco mutant més subtil ( post-disco/punk). Actes disco mutants com ara Kid Creole and the Coconuts, Was Not Was, ESG i Liquid Liquid van influir en diversos actes de post-punk britànics com ara New Order, Orange Juice i A Certain Ratio.

## Música disco artistes

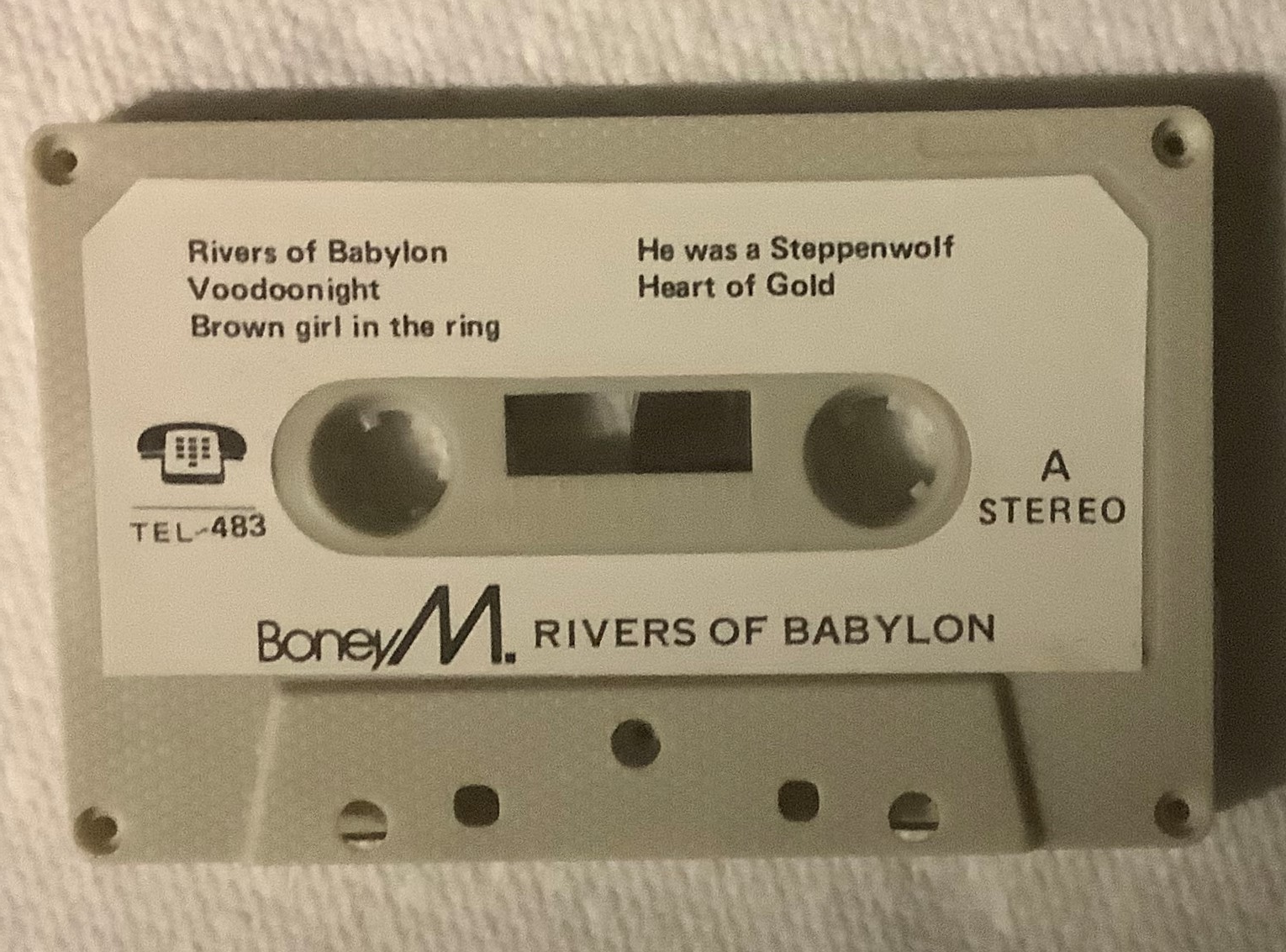
Cinta de cassette de Boney M

- Barry White
- Boney M.
- The Bee Gees
- Chic
- Earth, Wind & Fire
- Elena Nito
- Gloria Gaynor
- Dan Hartman
- Loleatta Holloway
- KC & the Sunshine Band
- Aitor Tilla
- Sister Sledge
- Sylvester
- Donna Summer
- Village People

## La música disco a Catalunya

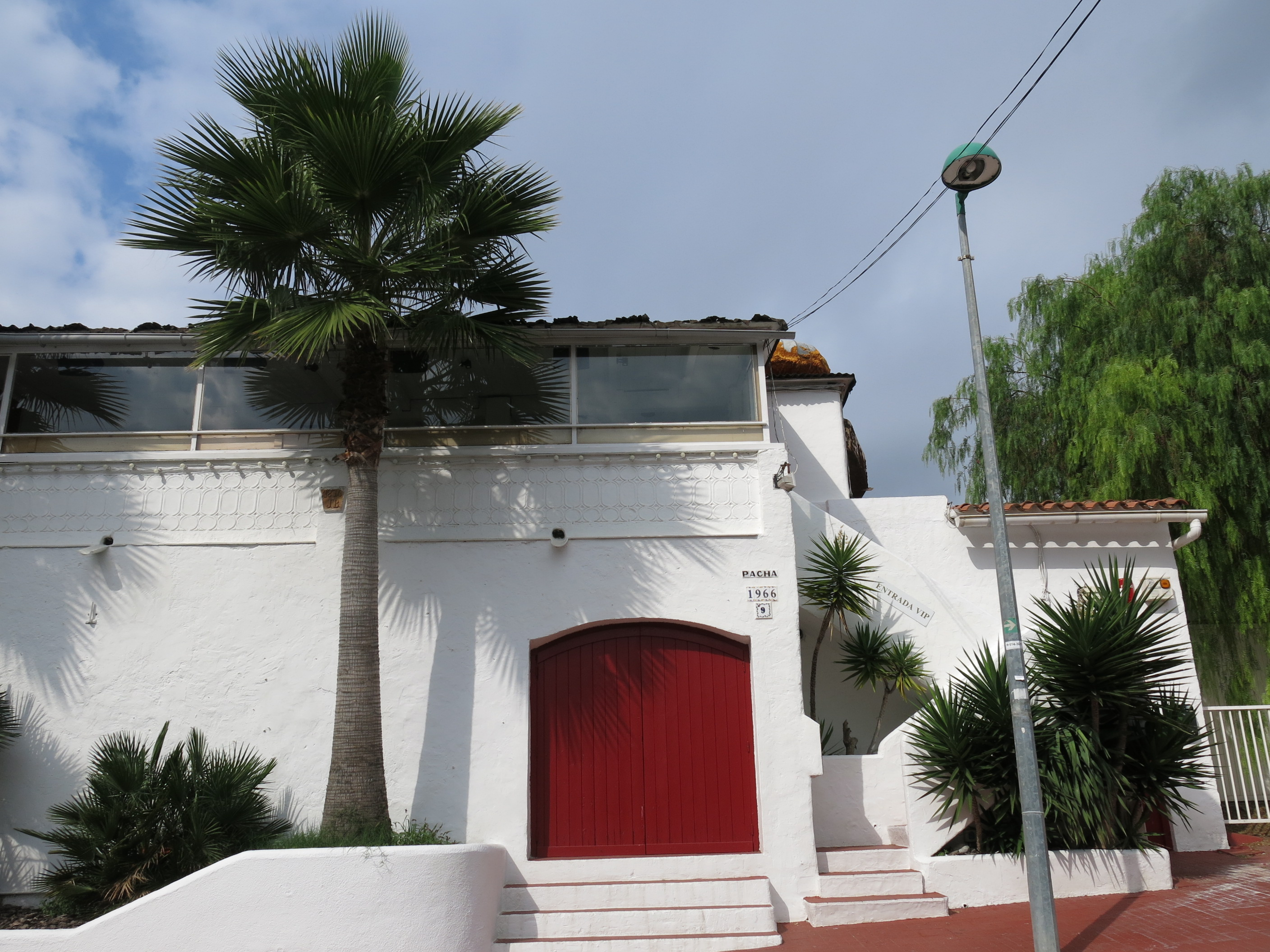
Discoteca Pachá a Sitges

La música disco i les discoteques van representar un fenomen social i una revolució a Catalunya: uns nous espais on les noies i els nois podien ballar sols, seguir les modes, i relacionar-se lliurement. Enrere quedaven les sales de ball amb música d'orquestra i danses per parelles.
La primera discoteca de Catalunya Tiffany's es va inaugurar a Platja d'Aro el 19 de juny de 1965 promoguda per uns emprenedors suïssos. El 1966, també a Platja d'Aro va obrir Paladium i Pachà a Sitges, i més tard un altre Pachá es va inaugurar a Platja d'Aro. El 1968, Oriol Regàs rellançava amb molt èxit Maddox a Platja d'Aro. Els cronistes de l'època deien que una nit s'hi trobaven més de 20.000 persones ballant a Platja d'Aro, i en 1969 el jove antifranquista Francesc Tubau va intentar sense èxit destruir la discoteca Tiffany's amb dinamita.

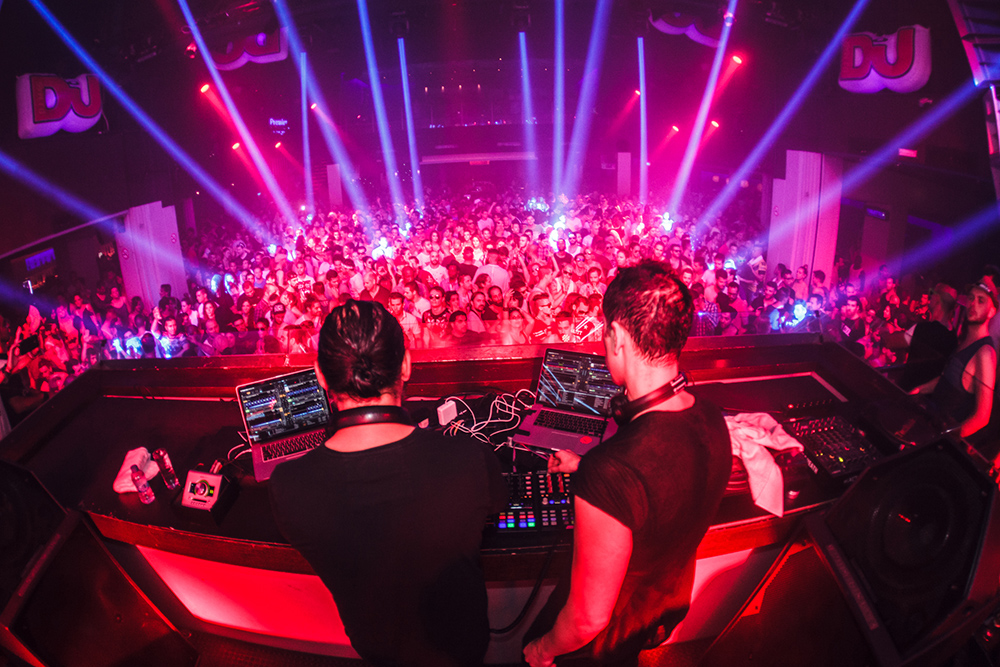
Discoteca Space a Eivissa

A Barcelona hi havia l'antecedent de la Sala Bikini des de 1953, la primera sala amb música gravada. El Sindicat de Músics, que no permetia la reproducció mecànica, els va fer desistir. Fins als anys 70 no va tenir un Dj per convertir-se en discoteca.
La sala Les Enfants Terribles, al Raval, es considera la disco més antiga de Barcelona. Va iniciar la seva activitat el 1965, però no queda clar en quin moment van deixar el format de sala de festes amb orquestra per convertir-se en discoteca.
A partir de 1966 les discoteques es van multiplicar. Al voltant del Turó Parc de Barcelona van obrir el Key Club i el Baccara, famós per la seva col·lecció de vinils. Als 70 apareixen 98 octanos, Don Chufo famós per la seva pista giratòria, Charly Max que després va ser Fibra Optica i Metamorfosis. Als voltants del carrer Tuset, obre Runner (1965) o Coupe 77 (1969) i a dalt del carrer de Muntaner, Oriol Regàs va impulsar Bocaccio (1967), el punt de trobada de la gauche divine.